# Prieuré Saint-Christophe-en-Halatte
Le prieuré Saint-Christophe-en-Halatte est un ancien prieuré clunisien, dépendant du prieuré Notre-Dame de La Charité-sur-Loire, et situé sur la commune de Fleurines (Oise), en France. Il remplace une ancienne abbaye appauvrie, qui est relevée en 1061 par le seigneur Galeran de Senlis. Les moines n'observant pas la discipline, il décide de les soumettre à la règle stricte de l'ordre de Cluny, qui n'accepte que des prieurés. La fondation a lieu en 1083 par le don de l'ancienne abbaye au prieuré de La Charité. Le nouvel établissement est richement doté, et devient l'un des principaux propriétaires forestiers de la région. L'église du prieuré est édifiée entre 1150 et 1160 environ dans le style gothique primitif, encore largement influencé par le roman, par des artisans impliqués dans le chantier de la cathédrale Notre-Dame de Senlis. L'histoire administrative du prieuré est connue dans maints détails, de même que son histoire économique, mais l'on ignore tout sur sa vie spirituelle, même le nombre de religieux ayant formé la communauté n'étant pas connu. Le prieuré détient la justice seigneuriale sur ses terres. Tout au long de l'histoire du monastère, les procès en justice concernant l'exploitation et l'usage de la forêt sont fréquents. La plupart des prieurs défendent jalousement leurs droits, que l'administration royale et d'autres personnes essaient souvent d'usurper. Le prieuré tombe en commende assez tôt, au milieu du XVe siècle, bien avant le concordat de Bologne. Au milieu du XVIIe siècle, tout le prieuré est mis en location sauf le logis du prieur, qualifié d'hôtel seigneurial dans les actes. Il n'y a apparemment plus qu'un seul religieux vivant sur place, le prieur commendataire résidant souvent ailleurs. Nonobstant, un nouveau palais abbatial est édifié en 1764, et tous les bâtiments anciens sauf le transept et le chœur de l'église sont abattus. Le dernier prieur, François de Pierre de Bernis, est installé en 1765. Nommé vicaire général de l'archevêque d'Albi en 1782, il ne peut plus venir à Saint-Christophe, et l'ensemble du prieuré est mis en affermage en 1784, y compris le « château ». En 1791, la vente du prieuré et de ses propriétés foncières comme bien national met un terme définitif à la vie religieuse. Le château demeure une résidence particulière, dans les années 1890 le domaine est acheté par Paul Adrien Joseph Argand le directeur des grands magasins " a la place Clichy " , son fils Pierre Marie Argand y habitera avec sa femme Marie Madeleine Delettrez , la fille de Georges Felix Delettrez le parfumeur parisien , le château, les écuries la ferme et les terres sont revendus dans les années 1935 ,la famille Argand s’installant au cœur du village de Fleurines au 17 rue de Paris, puis le château devient une « colonie sanitaire » en 1938, et un ITEP en 1966. La ruine de la chapelle a été classée monument historique par décret du 8 mars 1923. Pendant plusieurs décennies, elle a encore accueilli les messes de la Saint-Hubert jusqu'à une date récente. Le prieuré est aujourd'hui rattaché à la paroisse Sainte-Maxence de Pont-Sainte-Maxence.

## Localisation

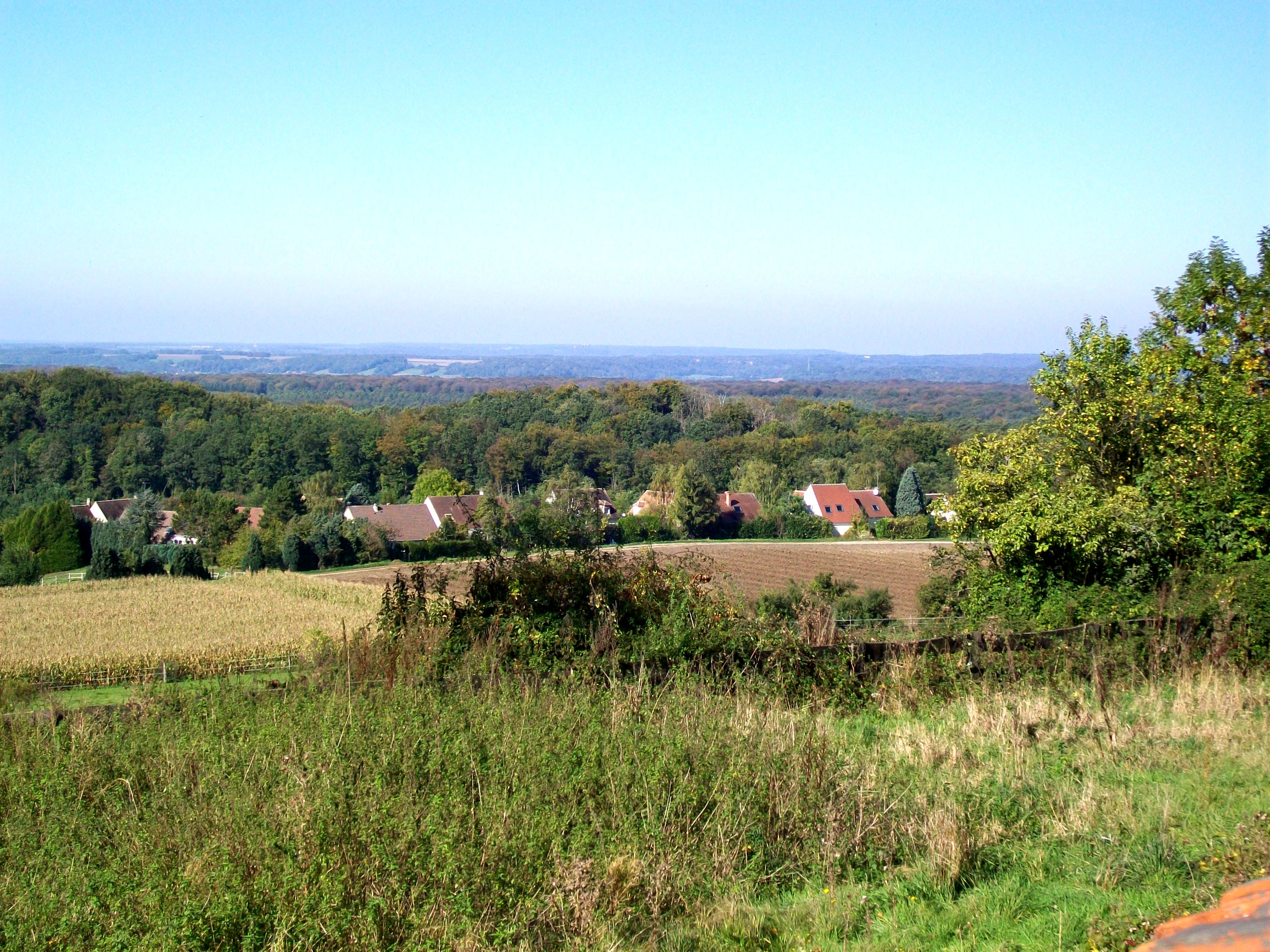
Vue depuis la butte de Saint-Christophe vers l'ouest, sur les premières maisons de Fleurines.

L'ancien prieuré Saint-Christophe-en-Halatte se situe en France, en région Hauts-de-France et dans le département de l'Oise, dans le Parc naturel régional Oise-Pays de France et près de la forêt d'Halatte, sur la commune de Fleurines, dans le hameau de Saint-Christophe, à une altitude de 185,3 m. C'est le point culminant du hameau, qui est implanté sur le sommet d'une butte témoin dominant largement le bourg de Fleurines, et la partie occidentale de la forêt d'Halatte jusqu'à Verneuil-en-Halatte et Creil. En effet, seulement le secteur oriental du massif autour du mont Pagnotte (commune de Pontpoint) présente des altitudes plus importantes. Le site du prieuré s'apparente à un promontoire par rapport au bourg de Fleurines, car la dénivelée est particulièrement importante vers l'ouest, et la terrasse derrière l'ancien logis du prieur offre une large vue panoramique. Du fait des particularités du terrain, les terres autour du sommet ne sont pas cultivées, et la colline est ainsi mise en exergue. Le hameau de Saint-Christophe consiste en grande partie de l'ancien prieuré ; des bâtiments de l'institut thérapeutique, éducatif et pédagogique « le Château » ajoutés depuis sa fondation ; et d'une exploitation agricole. Il n'y a qu'une poignée de maisons individuelles. Du prieuré, subsistent concrètement l'ancienne église, le logis du prieur dit « château de Saint-Christophe » et la « ferme des Moutons blancs ». Cette dernière se situe à l'extrémité d'une impasse, au nord du site historique du prieuré.

## Histoire

### Les origines
Depuis une époque incertaine, une petite abbaye (abattiola) est implantée sur une colline dans la forêt d'Halatte, qui depuis l'époque mérovingienne porte le nom Hermenc. D'après Amédée de Caix de Saint-Aymour, ce terme serait dérivé de Hermès (Mercure), et rappelle l'existence ancienne d'un lieu de culte païen dédié à cette divinité. L'on ignore tout sur cette abbaye, sauf qu'elle est sise sur des terres appartenant au chapitre de la cathédrale Saint-Pierre de Beauvais, et qu'elle est fort pauvre. En 1061, les chanoines décident de la donner, avec l'accorde de l'évêque Guilbert ou Goisbert et du clergé de l'église, à un seigneur du nom de Waleran ou Galeran de Senlis, écuyer et grand chambrier de France. Galeran est donc un personnage influent et proche du roi, et paraît à ce titre digne de confiance. Au XIe siècle, Saint-Christophe-en-Halatte est du reste un séjour apprécié par les rois, comme l'attestent de nombreuses chartes datées de Saint-Christophe. Waleran veut redresser l'abbaye, et mettre les moines à l'abri des attaques ou agressions qu'ils sont susceptibles de subir dans ce lieu isolé. Dans ce but, il dote richement l'abbaye, et ne lui offre non seulement la terre d'Hermenc qu'il vient de recevoir de la part des chanoines, avec la haute, moyenne et basse justice, mais aussi les serfs et les hôtes (c'est-à-dire, les recettes fiscales liées) qui y vivent ; les terres labourables, clos de vignes et forêts ; la métairie de Fleurines et une partie de la métairie de Pontpoint ; une partie de la dîme de Saint-Christophe ; et enfin quelques petites possessions dispersées dans les environs, y compris une serve nommée Richilde avec ses enfants, qui habitent Senlis. Depuis Compiègne, le roi Philippe Ier confirme la donation par une charte datée de mai 1061. Par cette même charte, Philippe donne à l'abbaye, avec l'accord de sa mère (il n'a que neuf ans), les droits et revenus dont il jouit sur les terres de Rieux. Observant bientôt un relâchement de la discipline des moines, Waleran décide de soumettre le monastère à la règle stricte de l'ordre de Cluny, et cet ordre n'acceptant que des prieurés, le cède avec ce statut aux religieux de Saint-Joseph de La Charité-sur-Loire. Le choix se porte probablement sur cet établissement, parce que Pierre, fils de Galeran, y est moine. Pour conclure la transaction, Galeran se rend lui-même à La Charité, où l'acte est posé sur l'autel de Sainte-Marie le 25 mai 1083.

### Les premiers siècles du prieuré

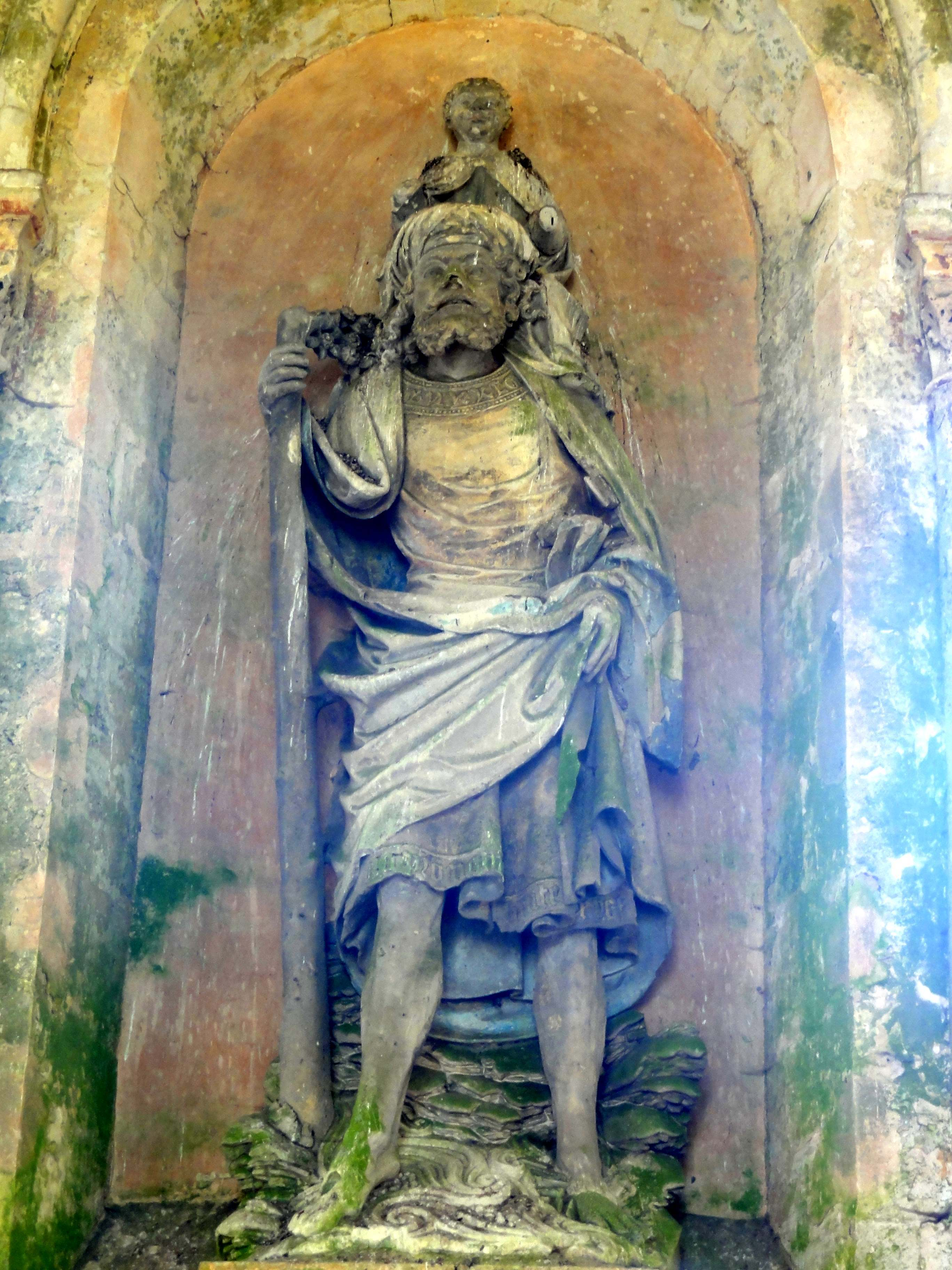
Statue de saint Christophe, dans le chœur de la chapelle.

Le prieuré est placé sous le vocable de saint Christophe de Lycie. Du temps de son existence, il se situe dans le diocèse de Beauvais, mais la plupart de ses possessions se situent dans le diocèse de Senlis. L'histoire administrative du prieuré est connue grâce au chanoine Afforty, de Senlis, qui au milieu du XVIIIe siècle recopia tous les documents relatifs au prieuré qu'il prouvait trouver. Les archives départementales conservent également un certain nombre de documents rélatifs au prieuré, dont un quart environ porte sur la seconde moitié du XVe siècle, quand Zacharie Parent gouverne le prieuré. Sur cette base, l'abbé Vattier a publié le cartulaire du prieuré en 1876. En revanche, l'histoire religieuse du prieuré n'a pas laissé de traces dans l'histoire. Globalement, les documents sont très rares pour le premier siècle et demi suivant la donation au prieuré de La Charité. L'on ignore même les circonstances de l'installation des premiers moines, et leur nombre,. L'effectif du prieuré au fil des siècles n'est pas connu non plus, ce qui empêche de se faire une image de sa vie au quotidien.
Le premier prieur, Raoul, figure comme signataire d'un acte de 1091, par lequel l'évêque de Meaux donne au prieuré les revenus de la cure de Lagny-le-Sec, en cédant à une demande de Waleran. En 1210, le prieuré cède ses droits à Lagny-le-Sec à l'ordre du Temple, moyennant un certain nombre de versements en nature à péridiocité annuelle. Les propriétés du prieuré ne diminuent pas pour autant : il reçoit la dîme de Balagny-sur-Thérain en 1214, et une maison à Cinqueux en 1215. Un acte de 1222 montre que le prieuré possède une bonne partie de la forêt d'Ermenonville, comprise entre le hameau de Villemétrie (Senlis), Thiers-sur-Thève, la route de Senlis à Barbery, et la route de Senlis à l'abbaye de Chaalis. Le prieur se nomme alors Nicolas. Sous son gouvernement, le prieuré entame des procédures pour obtenir le versement des dîmes qui lui sont dues, en 1226. Une trentaine d'années plus tard, Pierre de Choiseul, gruyer de la forêt d'Halatte pour le roi, conteste le droit de justice du prieuré dans la forêt. Le prieuré de La Charité doit arbitrer le différend, et il est arrêté que Pierre de Choiseul n'est compétent que pour ses propres serfs et les étrangers saisis sur le domaine du prieuré, et pour tous les délits de chasse. L'acte est signé au mois de mai 1256. Plus tard, Jean du Plessis, fils et héritier de Pierre, conteste encore au prieuré le droit de prendre du bois dans la forêt de Lidefois, et de le vendre. Le roi Philippe III défend la cause du prieuré. Un compromis est conclu au mois de mai 1270. Le prieuré peut vendre le bois issu d'une partie de la forêt. Le bois issu de l'autre partie de la forêt peut être vendu par le prieuré ou le roi, en fonction de qui obtient le meilleur prix, mais la recette doit être partagée.

### Le prieuré sous la guerre de Cent Ans
Les rois de France ont droit de gîte au prieuré, et l'utilisent souvent comme relais de chasse. Bien que Philippe le Bel ait acheté le manoir de Fécamp à Pontpoint au début du XIVe siècle, lui et ses successeurs continuent de fréquenter Saint-Christophe. Ainsi, au moins treize séjours de Philippe VI de Valois sont attestés. Entre le 12 et le 16 avril 1331, il y rencontre secrètement le roi d'Angleterre Édouard III, fils de sa petite-cousine Isabelle, pour tenter de régler les différends entre les deux royaumes. Philippe l'accueille simplement, ce qui est ressenti comme une humiliation par Édouard, qui se vengera plus tard dans la guerre de Cent Ans. Philippe de Valois vient une dernière fois en 1349, quand il signe des documents régissant la durée du travail dans le bailliage de Senlis. Son successeur, son fils Jean le Bon, instaure l'ordre de l'Étoile depuis Saint-Christophe, en date du 16 novembre 1351. Ensuite, en raison de la guerre de Cent Ans, les chasses royales se font rares ; seul Charles VI vient encore à Saint-Christophe, six fois entre 1391 et 1398, à l'occasion de passages à Senlis.
Un petit incident en 1329 illustre que tous les plaidants sont égaux devant la Justice au Moyen Âge. Le frère Cousturier, prieur de Saint-Christophe, réclame la justice sur le grand chemin de Fleurines. Le roi en fait autant. L'affaire est portée devant le bailli de Senlis, qui estime que le prieur a les meilleures preuves, et lui donne raison. Une autre affaire située en 1362 renseigne sur un autre aspect de l'économie du prieuré, qui ne se contente pas de vendre du bois et encaisser les redevances qui lui sont dues. Il fait également cuire du pain en son four de Saint-Christophe, et le fait vendre à Senlis. Jeanne la Choiselle, qui vient d'héritier des droits de gruerie, intente un procès au prieur pour contester ce droit. Elle conteste même le droit de justice du prieuré, car plusieurs de ces sujets viennent de commettre des forfaits sur les terres du prieuré. Cette affaire est portée devant le Parlement de Paris, et donne lieu à de minutieuses enquêtes sur les droits des deux partis. Les deux partis doivent finalement s'engager à s'en tenir aux anciens droits. La transaction est approuvée par le roi Jean le Bon par un acte du 24 février 1363. L'année suivante, Jeanne vend ses droits de gruerie au roi pour trois mille florins d'or. Ce n'est qu'à la fin du XIVe siècle que la guerre de Cent Ans finit par avoir raison de la prospérité du prieuré. Sous le prieur Hugues de Boulengnies, un habitant de Saint-Christophe, Jean Monlevitte, parvient à usurper les droits du prieur : à plusieurs reprises, il tient des plaids, et perçoit ensuite les amendes. Le prieur Étienne Troussebois, qui est élu en 1388, fait condamner l’usurpateur à quarante sols parisis d'amende, payable en deux versements, et lui fait promettre de ne plus se faire passer pour le prieur. Les moines croulent sous les dettes, et demandent du secours au roi. Celui-ci charge le bailli de redresser les affaires, et la solution proposée est de réserver un tiers des revenus du prieuré aux moines, un tiers pour le recouvrement des dettes et le labourage des terres, et un tiers pour le règlement des créanciers. Le bailli désigne des commis pour s'occuper des détails.
En 1398, le prieur concède au roi une rente annuelle de quatre livres, en lieu et place d'un dîner annuel qu'il lui devait. Le roi ne venant plus en sa maison de Saint-Christophe, c'était le prévôt de Pont-Sainte-Maxence qui venait généralement accompagné de douze hommes, douze valets et douze chiens. — Au début du XVe siècle, le prieur Troussebois meurt, et est remplacé par Guy de Mory. En 1402, il présente à Pierre de Savoisy, évêque de Beauvais, un curé pour la paroisse Saint-Pierre de Pontpoint. Ce n'est que par ce fait que l'on sache que le prieuré soit le collateur de cette paroisse. Guy de Mory fait valoir avec davantage de rigueur que ses prédécesseurs tous les droits du prieuré, tant dans les affaires importantes que dans celles qui peuvent paraître secondaires. Il réclame notamment au roi le retrait d'une ordonnance de la Cour des comptes et des Eaux et Forêts, qui impose aux propriétaires des forêts de demander l'accord du roi pour la vente des produits issus de la forêt. Le prieuré de Saint-Christophe, en même temps que l'abbaye de Royaumont et le prieuré Saint-Maurice de Senlis, le rappel de cette ordonnance en date du 29 mai 1405. Un autre différend oppose Guy de Mory au curé de Fleurines, Guillaume Bellenger. Celui-ci fait paître ses porcs dans la forêt du prieuré, moyennant une redevance de deux deniers par an. Selon Guy de Mory, ce droit se limiterait à deux pourceaux, et il fait saisir le produit de la vente de plusieurs pourceaux. L'affaire est porté devant le bailli de Senlis, qui donne en principe raison au curé, mais lui impose le versement d'un troisième denier pour chaque pourceau après le jour de la Saint-André ou Andrieu.

### Le prieuré sous la dynastie des Parent
Il n'est pas certain à quel moment le prieuré tombe en commende. En tout cas, c'est avant le concordat de Bologne du 18 août 1516, qui généralise l'instauration de ce régime dans tous les monastères français. Au second quart du XVe siècle, les trois prieurs qui se succèdent, Jacques Bonnaure, Étienne Prévôt et Gui de Vieuxcamp, n'ont guère laissé de traces dans l'histoire, et l'on ignore s'ils sont déjà prieurs commendataires. En 1454, Gui de Vieuxcamp se résigne en faveur de Zacharie Parent. Celui-ci charge son procureur Pierre Durand, clerc du diocèse de Châlons, de prendre possession du prieuré. Le nouveau prieur ne semble donc pas résider sur place. En 1463, il obtient du pape Paul II l'autorisation de cumuler deux ou trois bénéfices, et est nommé plus tard prieur de Saint-Martin-Longueau. Son frère, Claude Parent, est également prieur. Leur principale préoccupation semble être de rétablir ou de maintenir les droits du prieuré. Comme l'exprime Amédée Vattier, l'histoire administrative du prieuré « ne sera plus que le tableau de luttes avares des commendataires pour augmenter leurs revenus ». Moins d'un an après son installation, un conflit oppose Zacharie Parent au curé de Lagny-le-Sec. Il prétend que tous ses prédécesseurs ont toujours conservé la dîme du village pour eux, mais Parent exige que la dîme soit remise au prieur. En 1457, Parent veut rétablir le four banal de Fleurines, et obliger les habitants de faire cuire tout leur pain dans ce four, moyennant une redevance. Mais les habitants s'adressent au prévôt de Senlis, et promettent de donner chaque année une bonne poule ou douze deniers parisis au prieuré, si le four n'est pas relevé. Ils obtiennent gain de cause. Dans la même année, Parent exige que les religieuses de l'abbaye du Moncel lui versent une rente annuelle de trente-quatre sols parisis. Mais les religieuses refusent, et font valoir leurs propres créances envers le prieuré. En fin de compte, l'abbaye du Moncel n'aura que seize sols de rente à verser, et pour une durée de vingt ans seulement. En 1470, Parent se trouve encore en contestation avec les curés de Laigneville et Sailleville, pour une question de dîmes. Apparemment tous ces procès ne détruisent pas la réputation du prieuré, car en 1472, Jean de Mauny, potier d'étain à Senlis, lui lègue deux immeubles en cette ville.
Entre 1474 et 1477, un long procès oppose Zacharie Parent au procureur du roi de Senlis. Les deux partis prétendent en effet posséder les droits de pâturage (paisson et pasnage) pour la forêt d'Halatte, et le vendent à ce titre à des habitants des villages alentour. Le dossier constitué par Zacharie Parent donne l'exact inventaire des parcelles possédées par le prieuré. Ils totalisent douze cents arpents environ. Mais Parent prétend que le prieuré possède le droit de pâturage même sur les parcelles qui appartiennent au roi. Toutes les instances sont épuisées, jusqu'à la Table de marbre, et la sentence finale accorde à Parent la somme de quatre livres, seize sous : la victoire est plutôt symbolique, mais l'enjeu principal est sans doute de clarifier la situation pour l'avenir. Malgré la dureté des temps, Zacharie Parent parvient à enrichir ses biens personnels, et acquiert plusieurs maisons à Saint-Christophe et Fleurines. Une partie de ce patrimoine est donnée à l'église de son vivant, et sert à la fondation de messes obituaires. Quand le prieur voit sa fin proche, il demande au pape Alexandre VI la permission de transférer la charge de prieur à son neveu Antoine, ce qui est accordé par une bulle pontificale du 5 avril 1502. Le pape désigne l'official de Senlis, l'abbé de la Victoire et le prieur de Saint-Martin-des-Champs pour assister aux formalités de la mise en possession d'Antoine Parent du prieuré. Le prieur de Saint-Martin-des-Champs se fait représenter, et l'intéressé se fait représenter lui-même par son procureur, ce qui ne dissuade pas de nombreuses personnalités ecclésiastiques d'assister à la cérémonie. En 1516, Antoine Parent est chargé par le cardinal Jules de Médicis, le futur pape Clément VII, d'une mission importante : en compagnie du secrétaire du cardinal, Parent doit prendre possession de l'évêché de Lavaur, qui vient d'être attribué au frère du pape Léon X. Antoine Parent est décrit comme scientifique personne, habitué de fréquenter la haute société. Il réside habituellement à Senlis, dans une maison proche du prieuré Saint-Maurice, peut-être l'hôtel du Canard Sauvage. Le 14 septembre 1521, le pape le nomme prieur de Saint-Maurice, monastère qui relève pourtant des chanoines réguliers de saint Augustin. Cette nomination, et le cumul des bénéfices, n'est pas vue d'un bon œil des chanoines, qui dans un premier temps tentent de refuser l'accès à leur nouveau prieur. Aussi, Antoine Parent ne garde-t-il pas longtemps cette charge supplémentaire. Il obtient en compensation une pension de soixante livres tournois.
Antoine se montre aussi procédurier que son oncle. Un long procès l'oppose au commandeur de l'ordre de Saint-Jean de Jérusalem de Senlis et Lagny-le-Sec, qui ne veut pas verser la dîme au prieuré. Le commandeur prétend que celui-ci n'a pas de droit sur la dîme parce qu'elle avait été cédée à l'ordre du Temple, qui n'existe plus. Il s'avère que la vente à l'ordre du Temple avait déjà été nulle. Toutes les instances sont épuisées, et Antoine Parent obtient gain de cause. Ce prieur cause de grands torts aux habitants de Saint-Christophe. Ils bénéficiaient traditionnellement du droit de pâturage dans le bois des Usages, qui appartient au prieuré et représente environ cinq à six cents arpents. Ainsi, ils pouvaient vivre de l’élevage de bestiaux sans posséder de terres propres. Or, le prieuré fait couper le bois à la suite d'une forte tempête qui le ravagea, et en interdit l'accès. Les habitants viennent trouver le prieur en 1542, et lui disent : « Nous n'avons plus maintenant qu'à mourir ou à quitter ce pays si vous ne nous rendez les Usages ». Antoine Parent met à leur disposition une pièce de terre de deux cents arpents, qu'ils peuvent utiliser comme pâture ou labourage, mais dans ce dernier cas, ils doivent verser une redevance annuelle. En 1530, Parent quitte la région pour devenir prieur de Saint-Jean de Cohen, dans le Diocèse de Thérouanne. Il veut installer son neveu Louis comme prieur de Saint-Christophe, mais ne parvient à cette fin qu'en 1545, trois autres prieurs donnant un intermède en attendant. Louis a pris les armes dans les guerres entre François Ier et Charles Quint, et il s'est fait ordonner par un autre évêque que le sien, ce qui posait apparemment problème pour sa nomination. En plus, Louis est bâtard ; il tient son nom de famille de sa mère, qui est la sœur ou une proche parente d'Antoine. Son père est apparemment Charles de Saint-Paul, prieur pendant une courte période à compter de 1530, et démis rapidement de ses fonctions pour incapacité. Grâce au versement d'une somme qui dépasse les cent-trente écus d'or, Louis parvient à écarter les difficultés. Il devient même Conseiller du roi et son aumônier ordinaire en 1556. Ceci ne l'empêche pas de cumuler des bénéfices de prieur dans trois diocèses, et d'obtenir à la fois des prébendes de chanoine de la cathédrale et de l'église Saint-Rieul de Senlis.

### Les deux derniers siècles du prieuré
En 1570, on trouve François Bazin comme prieur, mais il ne prend peut-être jamais possession du prieuré, car c'est Robert Chesneau qui est qualifié de successeur de Louis Parent dans plusieurs actes. Il hérite d'Antoine Parent du différend opposant le prieuré aux habitants de Saint-Christophe au propos du bois des Usages : entre-temps, les manants ont fait usage excessif du droit de pâture, de sorte que le bois se trouve en fort mauvais état, et doit être interdit d'accès pour qu'il puisse se régénérer (se défendre). Robert Chesneau obtient en 1573 une condamnation des habitants, mais ils ne se donnent pas battus, et se plaignent encore au Parlement de Paris. Celui-ci lui accorde finalement le droit de pâturage sur quarante arpents, les soixante autres restant réservés au prieuré. L'acte du 21 mars 1575 est ratifié le 11 juin par Philippe de Lenoncourt, conseiller privé du roi et prieur de La Charité-sur-Loire. En cette même année, Louis Le Clerc succède comme prieur à Robert Chesneau. En 1589, il rejoint la Ligue catholique, ce qu'il paie immédiatement assez cher : la dîme de Lagny-le-Sec, qu'il voulait faire saisir à la commanderie de l'ordre de Saint-Jean-de-Jérusalem, est saisie par un sergent royal. À la fin de l'année, le receveur comptable de la commanderie est même jeté en prison au château de Dammartin-en-Goële, parce qu'il ne veut pas verser au roi ce qu'il doit au prieur. On peut y voir un geste de fidélité envers ce dernier. Jouis Le Clerc aurait pu s'en réjouir, mais il soupçonne une machination à son encontre. La perte de la dîme de Lagny est dure à supporter, parce que tous les autres grains et revenus du prieuré ont été emportés par un nommé La Grevache. Quand les gens du roi perdent le château de Dammartin, Le Clerc voit venue l'opportunité de mettre la main sur les grains qui lui sont dus, mais il ne peut plus compter sur la coopération du receveur de la commanderie de Lagny. L'issue de cette affaire n'est pas claire, pas plus que celle d'une autre, neuf ans plus tard. Après la nomination de Jean Cretté comme prieur le 22 décembre 1597, le lieutenant-général du bailliage de Senlis se rend au prieuré le 2 janvier suivant pour procéder à l'inventaire. Il trouve le prieuré occupé par Claude Cain, lieutenant du duc Henri de Montmorency, et quatre archers. Claude Cain procède à son propre inventaire, et le lieutenant-général se voit contraint de le signer.
En 1626, Thomas Le Large, prieur depuis 1619 tout au moins, présente à la cure de Fleurines messire Pierre Hénault. L'évêque de Beauvais ne voulant pas le nommer, il lui fait conférer ses pouvoirs par l'archevêque de Reims, le cardinal de Guise. Le 20 mars 1627, Antoine de Bouillon obtient du pape Urbain VIII ses bulles de provision pour le prieuré, mais il n'a que vingt ans, et sa possession est déclarée nulle. Avec de nouvelles bulles, et accompagnée de plusieurs personnalités, il réussit sa prise de possession le 12 octobre suivant. Bouillon porte le titre de conseiller et aumônier du roi, comme plusieurs de ses prédécesseurs. En 1638, il s'avère que les titres de propriété du prieuré se sont perdus : à l'approche d'armées ennemis traversant la Picardie, on les a transporté à Senlis et Paris, où se perd leur trace. Au milieu du siècle, Thomas Bouillon se met à louer tous les biens, revenus et droits du prieuré, moyennant 1 350 livres par an. Il se réserve seulement l’hôtel seigneurial, quelques apports en nature, dont la nourriture pour deux petits chiens de chasse, et la place pour quelques vaches appartenant à son portier. Le prieur est assisté par dom Charles Deslandes, prêtre et religieux profès de l'ordre de Cluny, comme sacristain. On peut en conclure que la vie religieuse du prieuré s'est à peu près éteinte : il n'y a plus de communauté monastique, et tout au plus, les messes obituaires et de fondation sont-elles encore dites dans l'église de Saint-Christophe. — En 1663, un an après la mort de Bouillon, se présente la situation cocasse que deux nouveaux prieurs sont nommés : le premier par le pape Alexandre VII ; le second par le prieur de La Charité-sur-Loire. C'est le candidat du pape, Guillaume Martineau, qui le remporte, à condition de verser une pension annuelle de six cents livres au candidat évincé. Guillaume aurait exprimé le désir de prendre l'habit à l'âge de dix ans, et à l'âge de treize ans, il devient prieur commendataire de Saint-Pierre-et-Saint-Paul de Bonny-sur-Loire. En 1696 ou 1697, à l'âge de cinquante-six ans, il obtient la faveur d'être relevé de ses vœux. Il se marie à la nièce de Louis Le Gras, qu'il installe comme nouveau prieur.

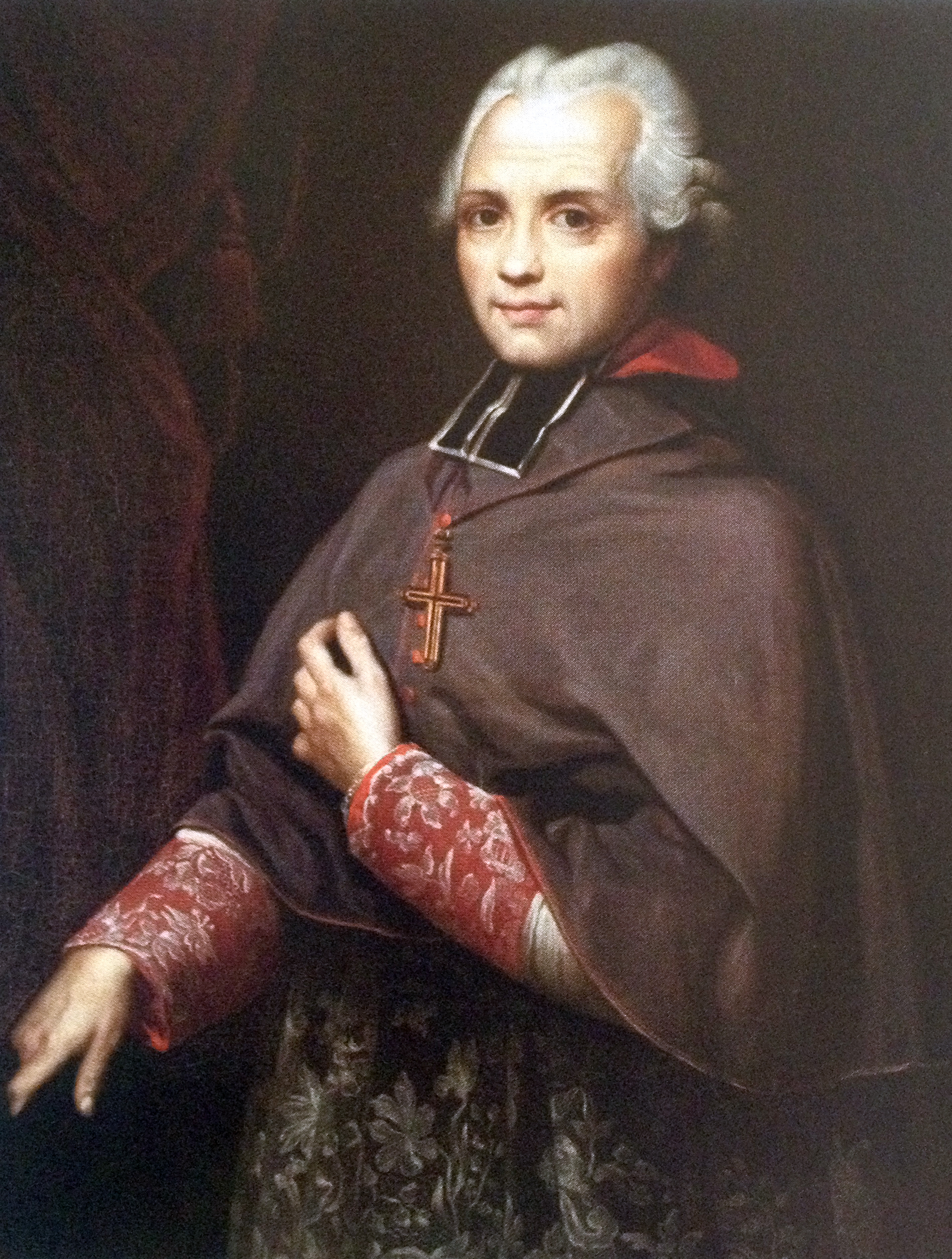
François de Pierre de Bernis, dernier prieur, comme archevêque de Rouen (1819-1823).

Louis le Gras, docteur de la Sorbonne, est déjà âgé quand il devient prieur commendataire. À la suite d'un arrêté royal ordonnant aux communautés ecclésiastiques et gens de mainmorte de réserver le quart de la superficie de leurs forêts à des cultures en futaie, la propriété forestière du prieuré est visitée en 1702. Elle s'élève alors à 543 arpents, soit moins que la moitié de ce qu'elle avait représentée au XIIIe siècle. Du fait d'une mauvaise addition des surfaces, seulement 120 arpents sont bornées par des arpenteurs jurés pour devenir une futaie. — Ne voulant s'occuper lui-même de la gestion des affaires du prieuré, Louis Le Gras la confie à maître Jacques Raymbault. Mais celui-ci meurt subitement en 1704, et sa veuve ne veut pas restituer les documents du prieuré qui étaient entre les mains de son mari, quitte à risquer un procès en justice. Elle le perd en 1707, et est condamnée à verser des dommages et intérêts. Le 5 janvier 1710, Le Gras se résigne de ses deux prieurés, moyennant une confortable pension. Quand Louis de Menou prend possession du prieuré le 18 avril, dom Jean-Baptiste Morel, prêtre religieux de l'ordre de Cluny, est apparemment le seul moine qui réside à Saint-Christophe. En 1712, le prieuré, à l'instar de tous les établissements religieux, doit fournir un inventaire de ses biens et revenus, dont la dixième part sera désormais prélevée par le fisc. Les revenus annuels se montent alors à 6 260 livres, et les charges à 3 437 livres, sans tenir compte de quelques versements en nature et du bois de chauffage pour le sacristain. En 1760, Louis de Menou veut installer son parent Daniel de Menou comme successeur, mais ce dernier meurt le 28 novembre avant d'avoir pris possession du prieuré. Ensuite, le cardinal de Bernis installe l'un de ces neveux, le militaire de carrière Joachim-Anne de Narbonne-Pelet, qui se désiste au bout de trois mois au profit de son frère Augustin, également militaire de carrière, et comme lui membre non profès de l'ordre de Saint-Jean de Jérusalem. C'est Augustin de Narbonne qui fait démolir les vieux bâtiments conventuels et ériger le logis prioral, connu comme le château de Saint-Christophe. Il est tué au combat le 26 juin 1765 à Salé, au Maroc. C'est encore le cardinal de Bernis qui veut attribuer un bénéfice à l'un de ses proches, François de Pierre de Bernis, clerc tonsuré du diocèse de Nîmes. En 1782, il devient vicaire général de l'archevêque d'Albi, ce qui ne lui permet certainement pas de résider à proximité de Saint-Christophe. Il s'appuie sur les services de son procureur Louis Crestel pour gérer les affaires sur place. En 1784, le prieuré est affermé à la veuve Pirlot, avec le château, la ferme et 82 arpents de terre labourable. Apparemment plus aucun religieux ne réside sur place. La vente comme bien national le 16 juillet 1791 n'a donc pas d'incidence sur la vie spirituelle du lieu. En revanche, les pauvres de Fleurines doivent désormais renoncer aux distributions de blé que le prieuré garantissait depuis des générations.

### Histoire du site

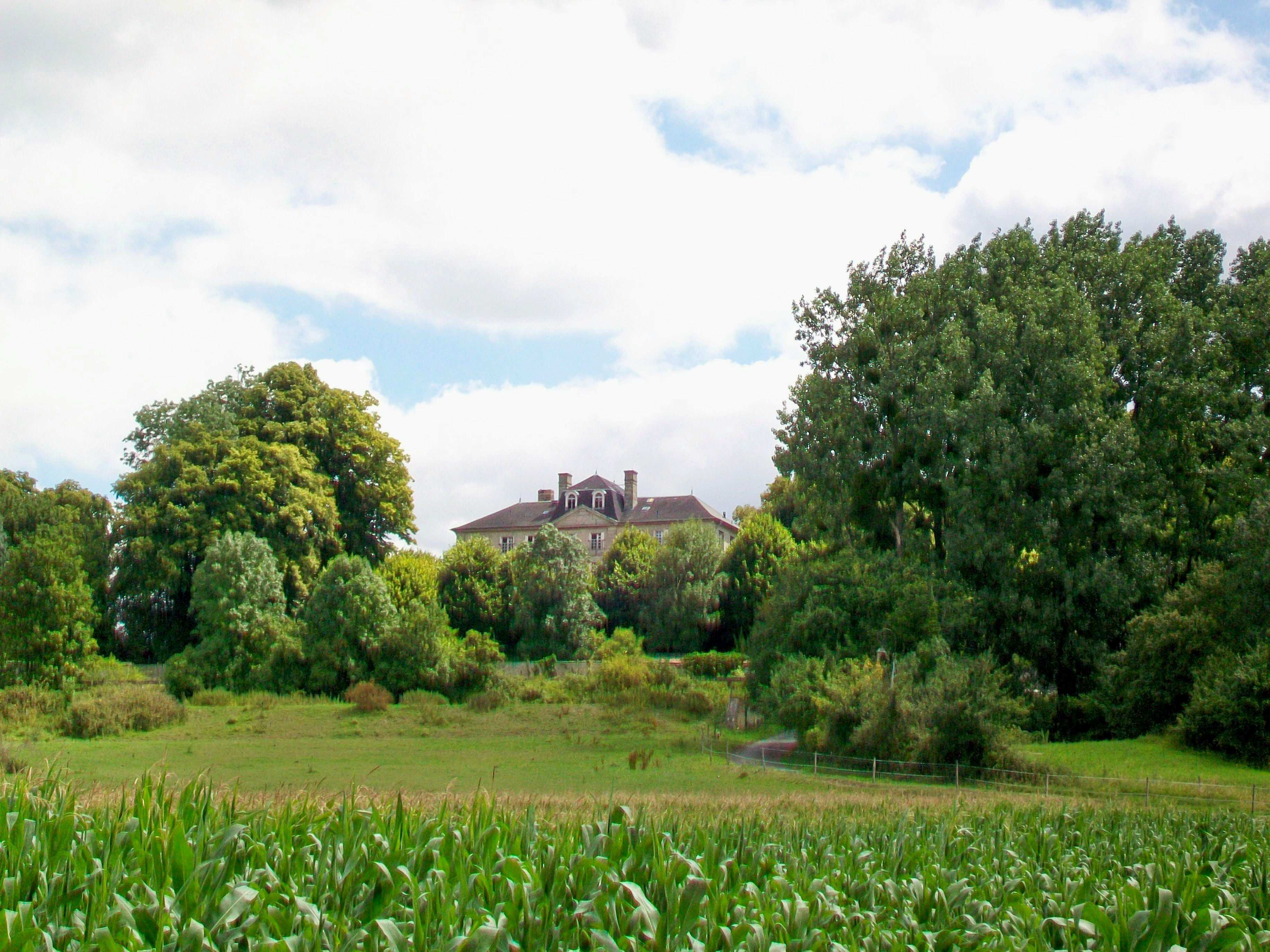
Approche depuis l'ouest.

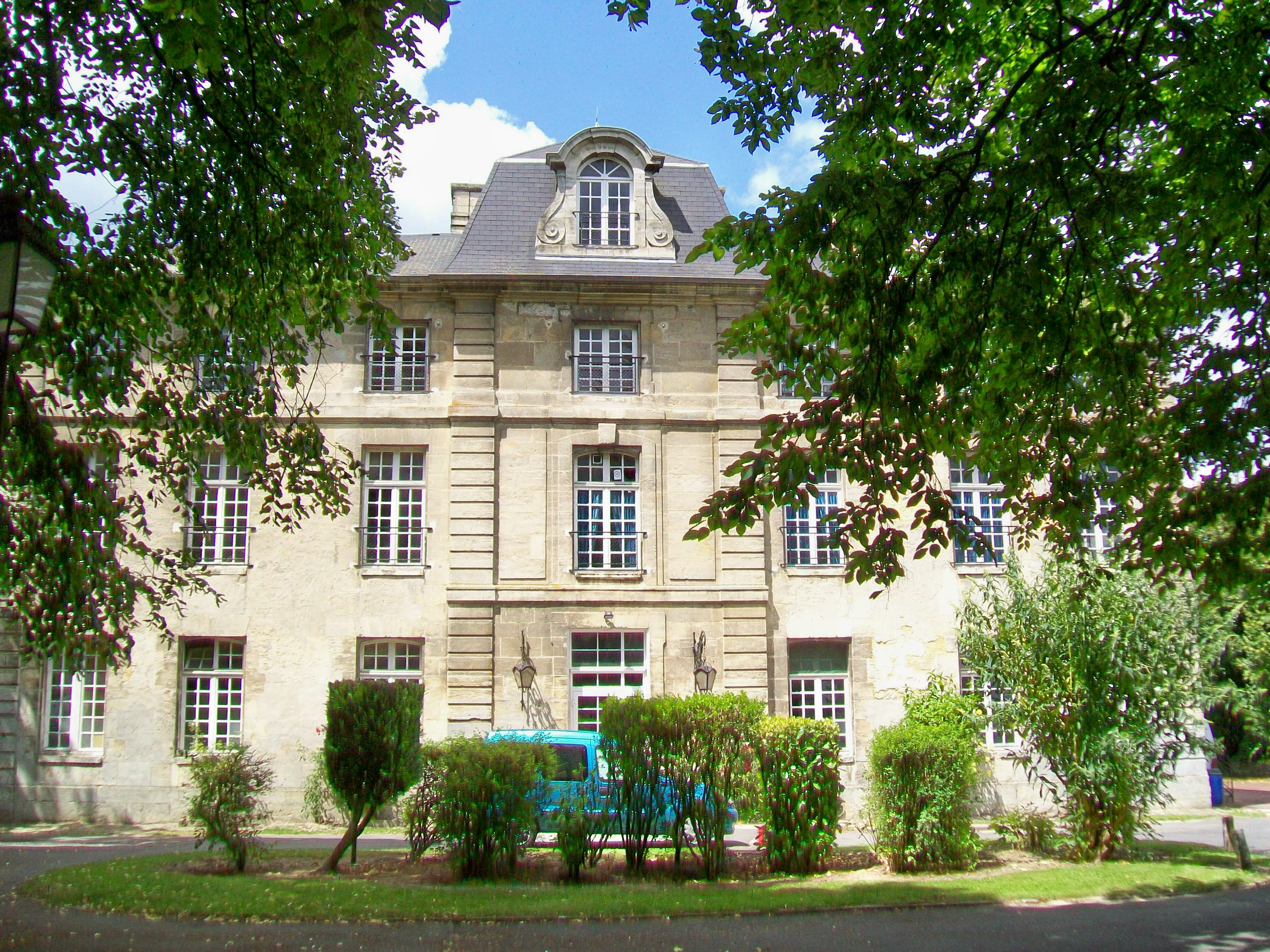
Nouveau logis du prieur de 1764.

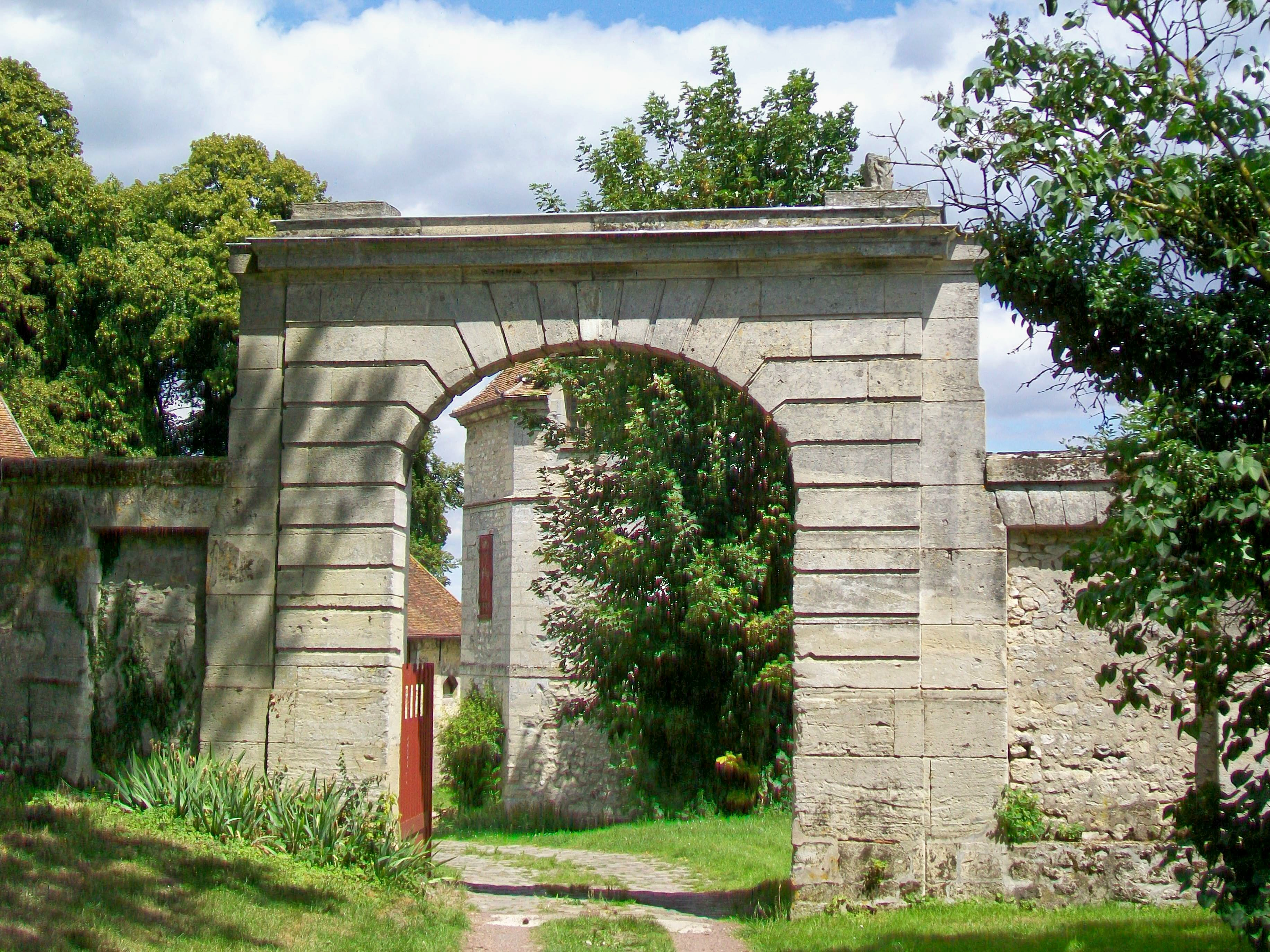
Portail de la cour de ferme.

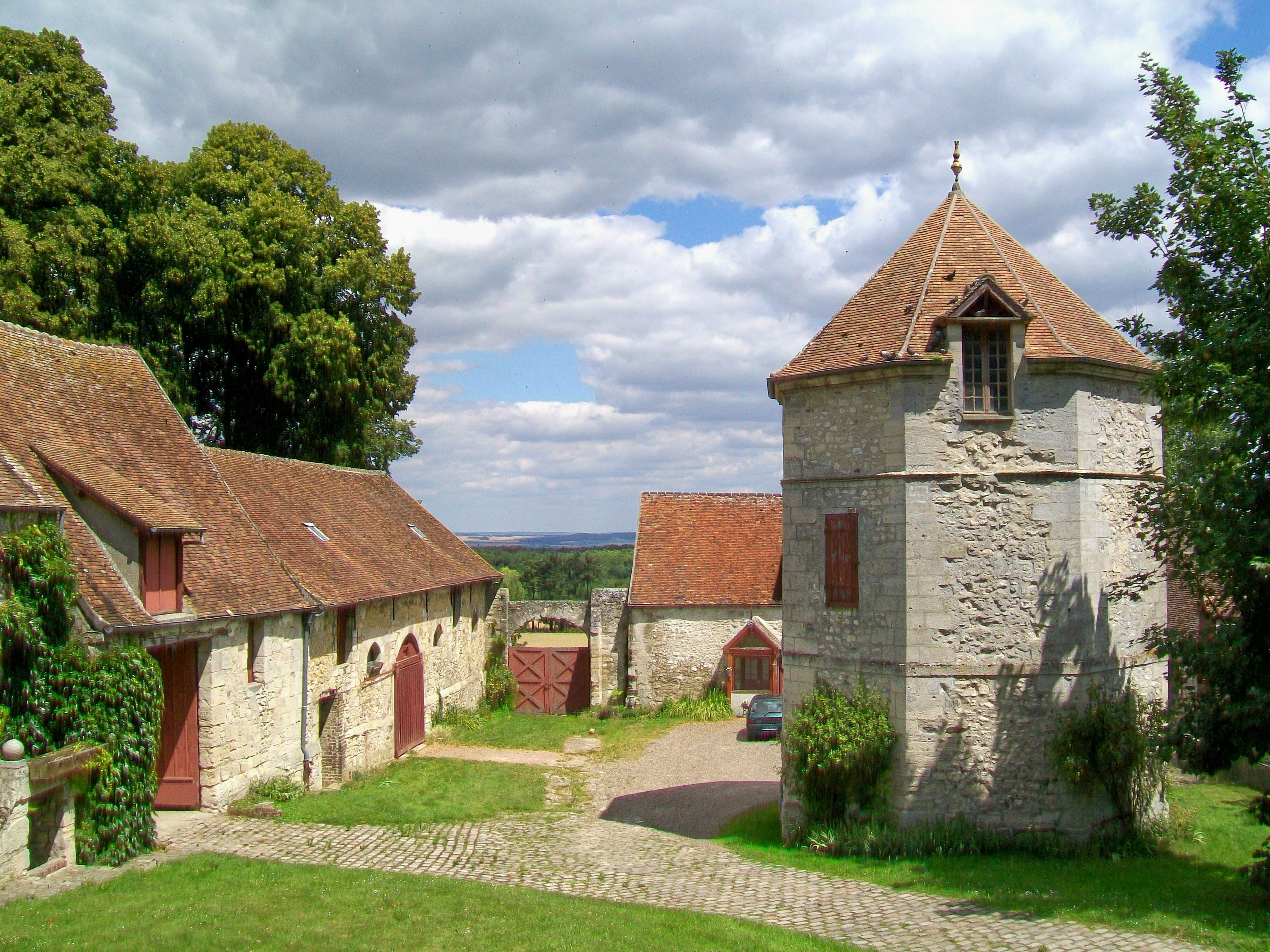
Ferme du prieuré avec colombier.

L'église du prieuré est édifiée entre 1150 et 1160 environ, par le même atelier qui construit alors la cathédrale Notre-Dame de Senlis, dans un style se situant entre le roman tardif et le gothique primitif. L'architecture de l'église a été étudiée par Maryse Bideault et Claudine Lautier (1987), puis par Dominique Vermand (1998). Ces auteurs, qui font autorité en leur domaine, n'adoptent pas le point de vue de Philippe Racinet, qui prétend que « les chapiteaux de la chapelle centrale sont d'une époque plus tardive, probablement de la première moitié du XIIIe siècle, et indiquent un remaniement de cette partie ». En plus, le terme de chapelle centrale est dénué de sens. Maryse Bideault et Claudine Lautier soulignent que « l'édifice est également intéressant en ce qu'il présente encore un ensemble de chapiteaux n'ayant subi aucune restauration ». Au fil des siècles, l'église n'est pas suffisamment entretenue dans son ensemble. De ce fait, les premières travées de la nef doivent être démolies à une période indéterminée, au début du XVIIIe siècle au plus tard. Ne reste donc plus que la dernière travée de la nef. Le clocher, ruiné, est abattu et reconstruit en 1721, puis à nouveau démoli à la Révolution, en 1793. La façade occidentale provisoire, la dernière travée de la nef et la tribune sont démolies en 1764 pour motif de vétusté, sans être remplacés. Tout l'argent disponible est investi dans la construction du logis du prieur et de la nouvelle ferme, en négligeant complètement la chapelle. Des bâtiments du prieuré antérieurs, ne reste plus qu'une partie de l'église, à savoir le transept ; le chœur de deux travées se terminant par un chevet plat ; et les deux chapelles carrées au nord et au sud : la chapelle de la Vierge et la chapelle Saint-Jean.
La « ferme des Moutons blancs » avec son colombier octogonal est l'ancienne ferme du prieuré. Elle est construite à neuf en 1764 en même que le logis du prieur, l'ancienne ferme étant trop proche de son emplacement. Le pigeonnier dit « du Roy », au centre de la cour, est construit en moellons de différentes tailles avec des chaînages d'angle en pierre de taille. Il comporte trois niveaux, avec un toit à huit pans couvert de tuiles plates. La lucarne d'envol a été transformée en fenêtre, mais à ce détail près, les élévations du bâtiment sont conservées dans leur état d'origine.
Le logis du prieur, dit « château de Saint-Christophe » est construit à l'emplacement du logis des moines du prieuré en 1764. Le vieux logis, le cloître et l'ancienne ferme du prieuré sont démolis pour dégager l'espace autour du château. D'une architecture formaliste néoclassique, l'édifice comporte deux étages, dont la seconde est d'une hauteur réduite. Chaque étage présente trois fenêtres de part et d'autre d'un corps central faisant saillie sur les façades est et ouest. Les trois segments des façades ainsi délimités sont encadrés par des bossages. Sinon, le seul élément de décor est la lucarne au milieu du toit à la Mansart du corps central, avec un arc plein cintre surmonté d'un fronton sans retour, et encadré de volutes par enroulement.
Dans les années 1890 le domaine est acheté par Paul Adrien Joseph Argand le directeur des grands magasins " a la place Clichy ", son fils Pierre Marie Argand y habitera avec sa femme Marie Madeleine Delettrez, la fille de Georges Felix Delettrez le parfumeur parisien. Le château, les écuries, la ferme et les terres sont revendus dans les années 1935, la famille Argand s’installant l'été au cœur du village de Fleurines au 17 rue de Paris.
En 1938, le château est donné par les propriétaires de la ferme des Moutons blancs à une « colonie sanitaire ». Depuis, il abrite des organismes à intérêt général, et plus particulièrement l'institut thérapeutique, éducatif et pédagogique (ITEP) « le Château » depuis 1966,,. Depuis 2000, l'institut est géré par l'Union pour la gestion des établissements des caisses d'assurance maladie Nord-Pas-de-Calais / Picardie (UGECAM). Vulgairement appelé centre de rééducation, c'est l'un de trois ITEP en Picardie. Celui de Fleurines est à vocation médico-sociale, tout comme celui de Coucy-le-Château (par opposition à celui de Beauvais, qui est à vocation sanitaire). Du lundi au vendredi et pendant la moitié des vacances scolaires, il accueille une cinquantaine d'enfants, qui s'intègrent difficilement dans le circuit scolaire conventionnel, et qui y ont été orientés par la Maison départementale des personnes handicapées. Les enfants sont hébergés sur place, ou dans des familles d'accueil s'ils ne supportent pas bien la vie en collectivité. De nombreux éducateurs s'occupent de leur accompagnement et de l'organisation des activités de loisirs. Au total, le centre emploie soixante-dix personnes environ. Le dernier samedi du mois de juin, l'ITEP ouvre généralement ses portes pour la fête de l'été.
L'église est classée monument historique par décret du 8 mars 1923. Elle reste en principe désaffectée au culte. Cependant, les chasseurs et équipages de vènerie de la forêt d'Halatte renouent avec la tradition de la célébration de la messe de la Saint-Hubert, le samedi ou dimanche suivant le 3 novembre. À cette fin, un autel en pierre est de nouveau installé en 1927. Au début du XXIe siècle, les messes de la Saint-Hubert se célèbrent toujours, mais à tour de rôle dans les différentes églises autour de la forêt. Le prieuré est aujourd'hui affilié à la paroisse Sainte-Maxence de Pont-Sainte-Maxence.

## Description de la chapelle

### Aperçu général

Plan de la chapelle.

Orientée un peu irrégulièrement avec une dérivation de l'axe de l'édifice de 15° vers le sud-est du côté du chevet, l'église est à l'origine de plan cruciforme. Le plan fait uniquement intervenir des quadrilatères. La nef et ses deux bas-côtés ont disparu, mais leur largeur et hauteur approximative peut encore se lire dans l'élévation occidentale actuelle. La cloison qui devait provisoirement fermer l'église vers l'ouest entre 1764 et la Révolution française a disparu, et les parties orientales s'ouvrent par trois arcs-doubleaux qui faisaient initialement suite à la nef et aux bas-côtés. Contrairement à ce qu'affirment Maryse Bideault et Claudine Lautier, les piliers supportant ces arcs-doubleaux ne comportent pas de supports correspondant aux éventuelles voûtes des parties disparues, ce qui signifie que celles-ci n'étaient pas issues de la même campagne de construction. Subsiste encore la fin du mur méridional du bas-côté sud avec un fût de colonnette, qui pourrait témoigner d'un voûtement d'ogives des bas-côtés. Toutes les travées restantes sont voûtées d'ogives. Malgré son état d'abandon, l'église n'est pas ruinée ; le toit a été refait, et tout ce qui manque sont certains fûts et certaines bases. La croisée du transept est de plan carré, et accostée de deux croisillons dont la profondeur équivaut à trois quarts de la profondeur de la croisée. La première travée du chœur est des mêmes dimensions que les croisillons, mais la seconde travée est plus courte. De ce fait, sa voûte est plus basse, alors que les chapiteaux sont situés au même niveau. Deux chapelles occupent les angles entre les croisillons et la première travée du chœur. Elles sont plus basses que les autres travées, et moins larges (dans le sens nord-sud) que les croisillons ne sont profonds. Tant les chapelles que le chœur se terminent par un chevet plat, avec un pignon pour le vaisseau central et des demi-pignons pour les chapelles, qui sont recouvertes par des toits en appentis. Le transept possède des pignons à ces deux extrémités. « Par son extrême simplicité, par la préférence donnée aux formes quadrangulaires, ce plan s'apparente à ceux qui sont issus de traditions monastiques, tant cisterciennes que bénédictines », et qui se retrouvent dans d'autres prieurés de l'Oise tels ceux de Bellefontaine (commune de Nampcel), Brétigny, ou l'abbaye de Saint-Jean-aux-Bois,.

### Extérieur

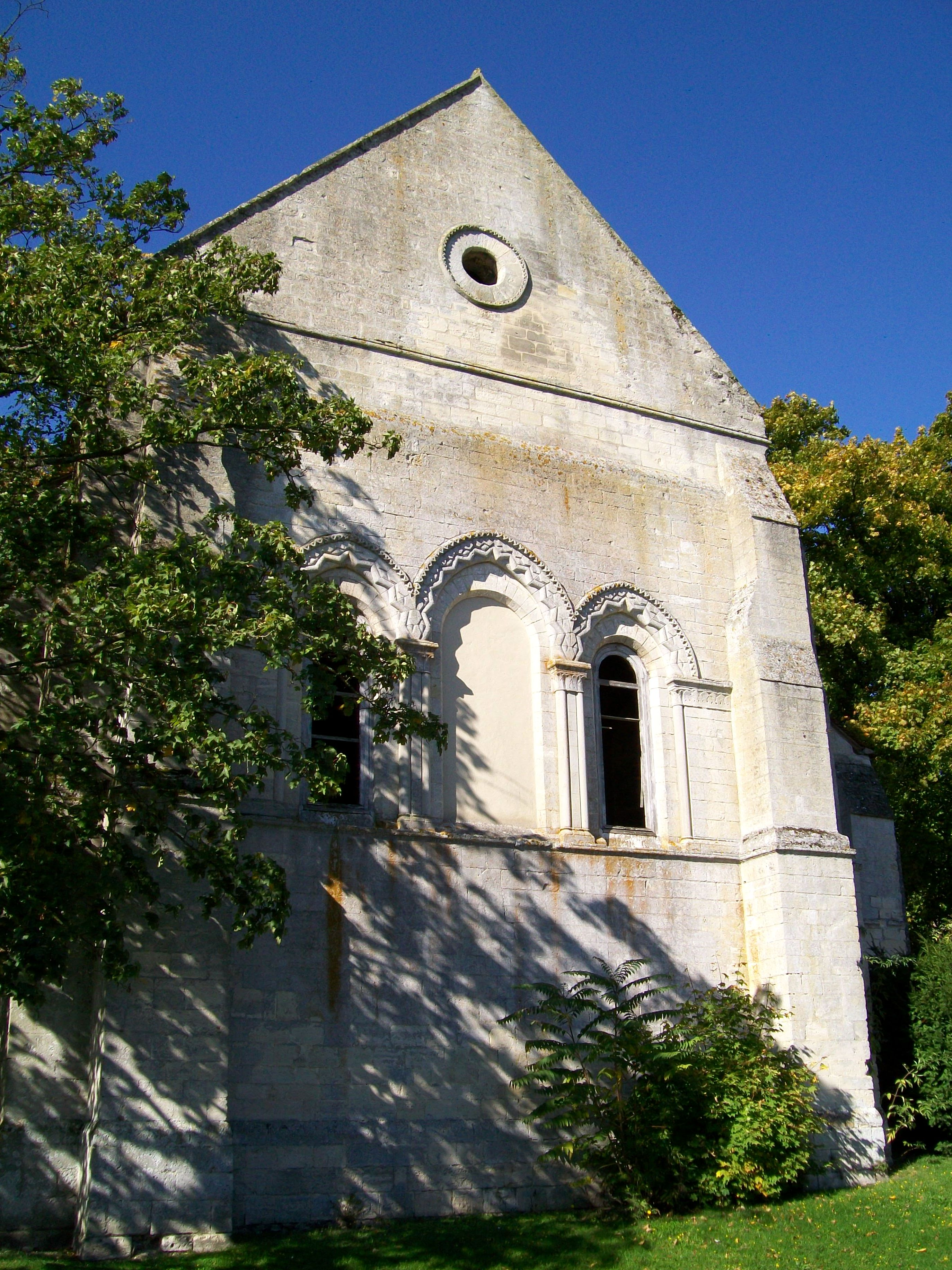
Chevet du vaisseau central.

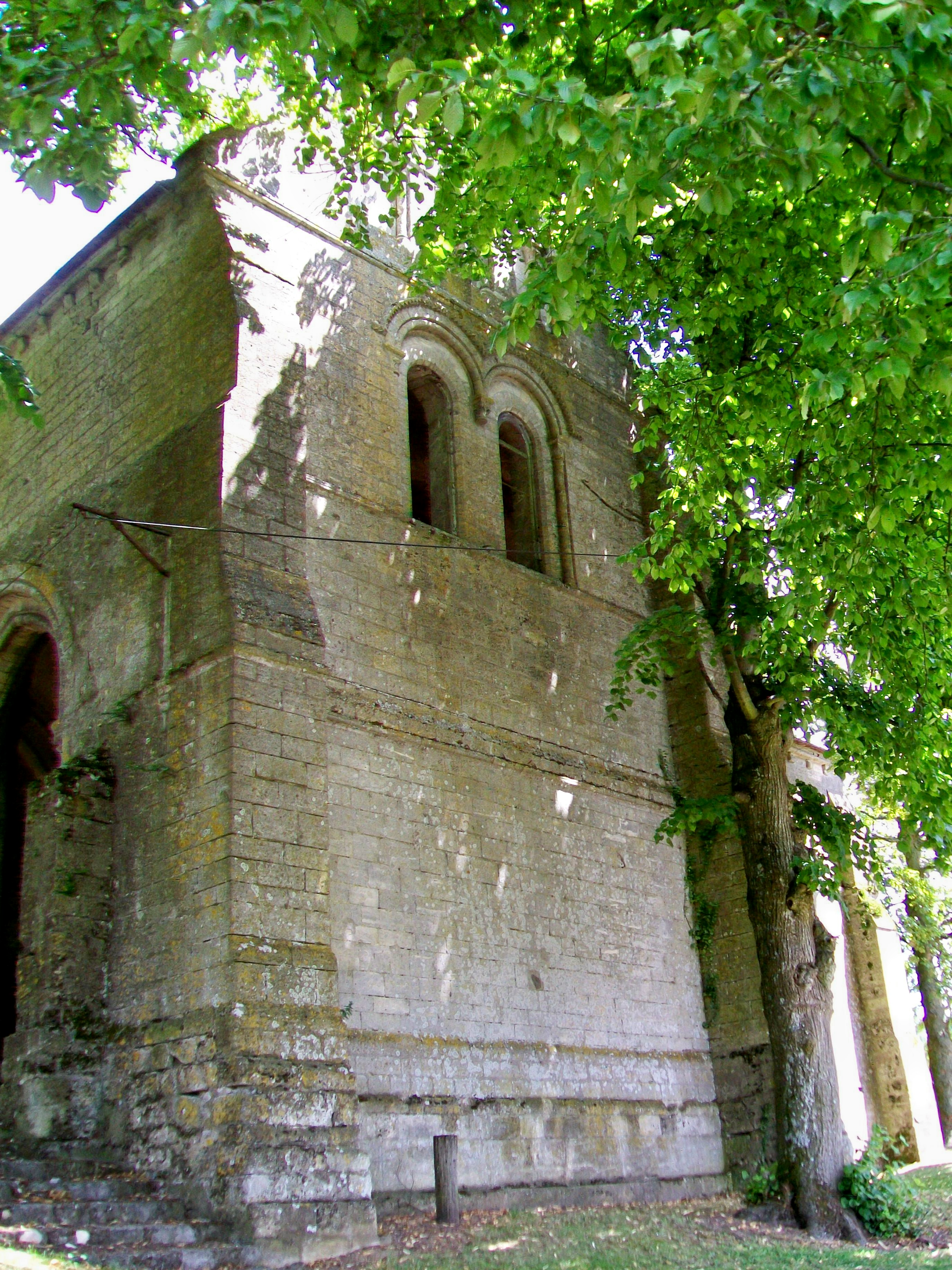
Croisillon sud.

L'extérieur de l'église laisse admirer la perfection de son appareil, comme le souligne Dominique Vermand. Les assises ne sont pas toutes de même hauteur, et les pierres ne sont pas toutes de même longueur, mais il n'y a quasiment pas d'interstices entre les pierres, et sauf sur les blocs sculptés ou moulurés, le temps ne semble pas avoir eu d'emprise. La physionomie de l'église est encore tout à fait romane. Elle est surtout réputée pour son chevet plat sobre et raffiné à la fois, qui est percé d'un triplet richement décoré : chacune des trois baies en plein cintre est cantonnée de deux fines colonnettes en délit, et le motif de leurs chapiteaux de feuilles d'eau se poursuit comme frise sur les murs au niveau des impostes. Les chapiteaux supportent des archivoltes, qui affichent déjà un tracé en arc brisé contrairement aux fenêtres. Elles sont ornées d'un rang de bâtons brisés, opposé à un deuxième rang en négatif en décalage, et d'un rang de fleurs de violettes. Une scansion horizontale est apportée par un bandeau mouluré à la limite supérieure du soubassement des fenêtres ; par la frise déjà signalée ; et par un second bandeau à la base du pignon. Deux contreforts plats orthogonaux épaulent les angles du mur. Le premier bandeau est également présent sur les contreforts. Au niveau de la frise, ils se retraitent imperceptiblement par un glacis très pentu, qui forme larmier. Ensuite, ils se retraitent plus sensiblement par un autre glacis, qui n'est pas disposé de face, mais latéralement, du côté du mur du chevet. Enfin, les contreforts s'amortissent par un glacis formant larmier, moins pentu mais plus prononcé. Au même niveau, le mur du chevet se retraite grâce à un fruit. Le pignon est percé d'un petit oculus rond, qui est ceint d'un cordon de fleurs de violette.

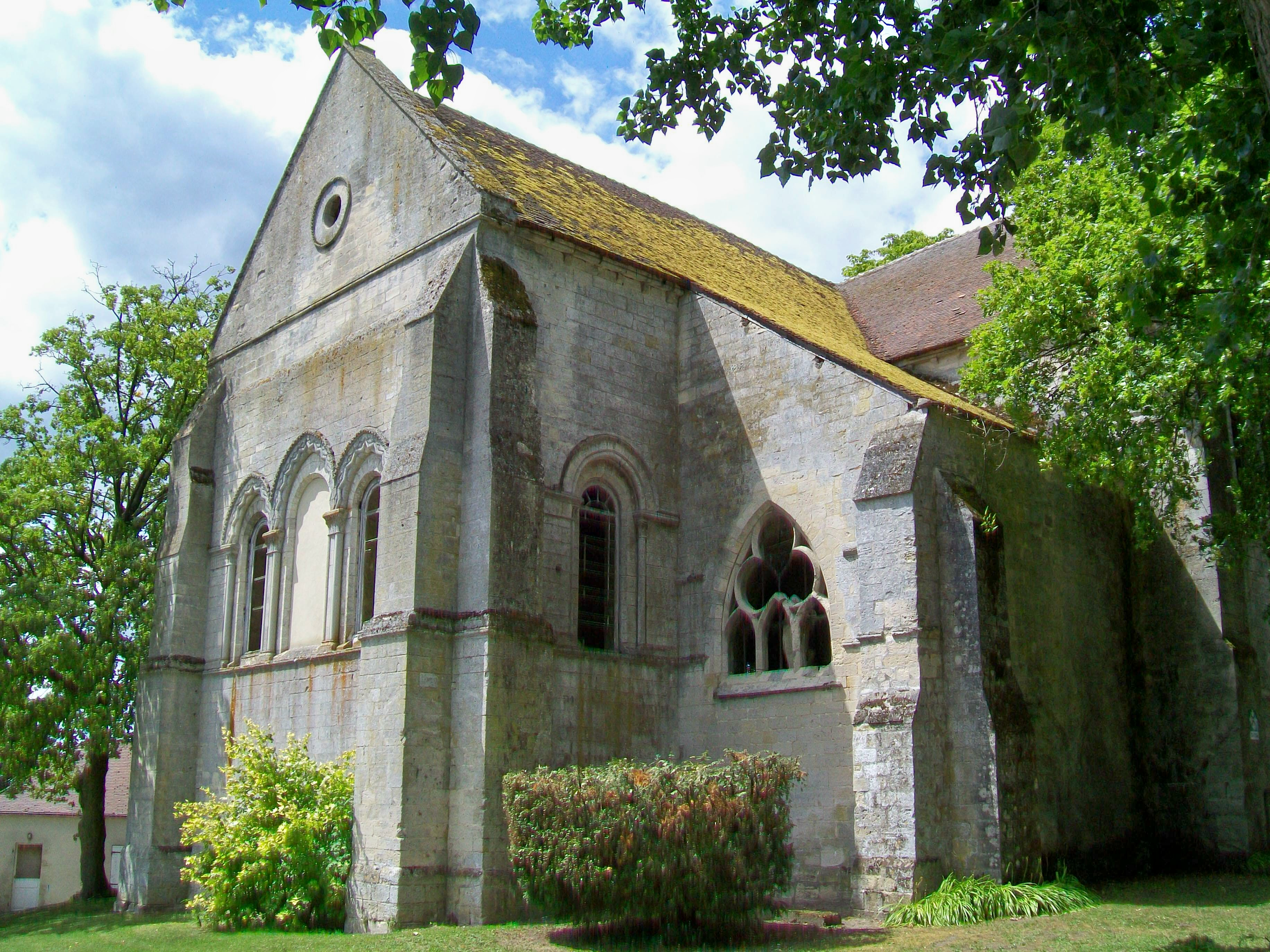
Chevet, vue depuis le nord-est.

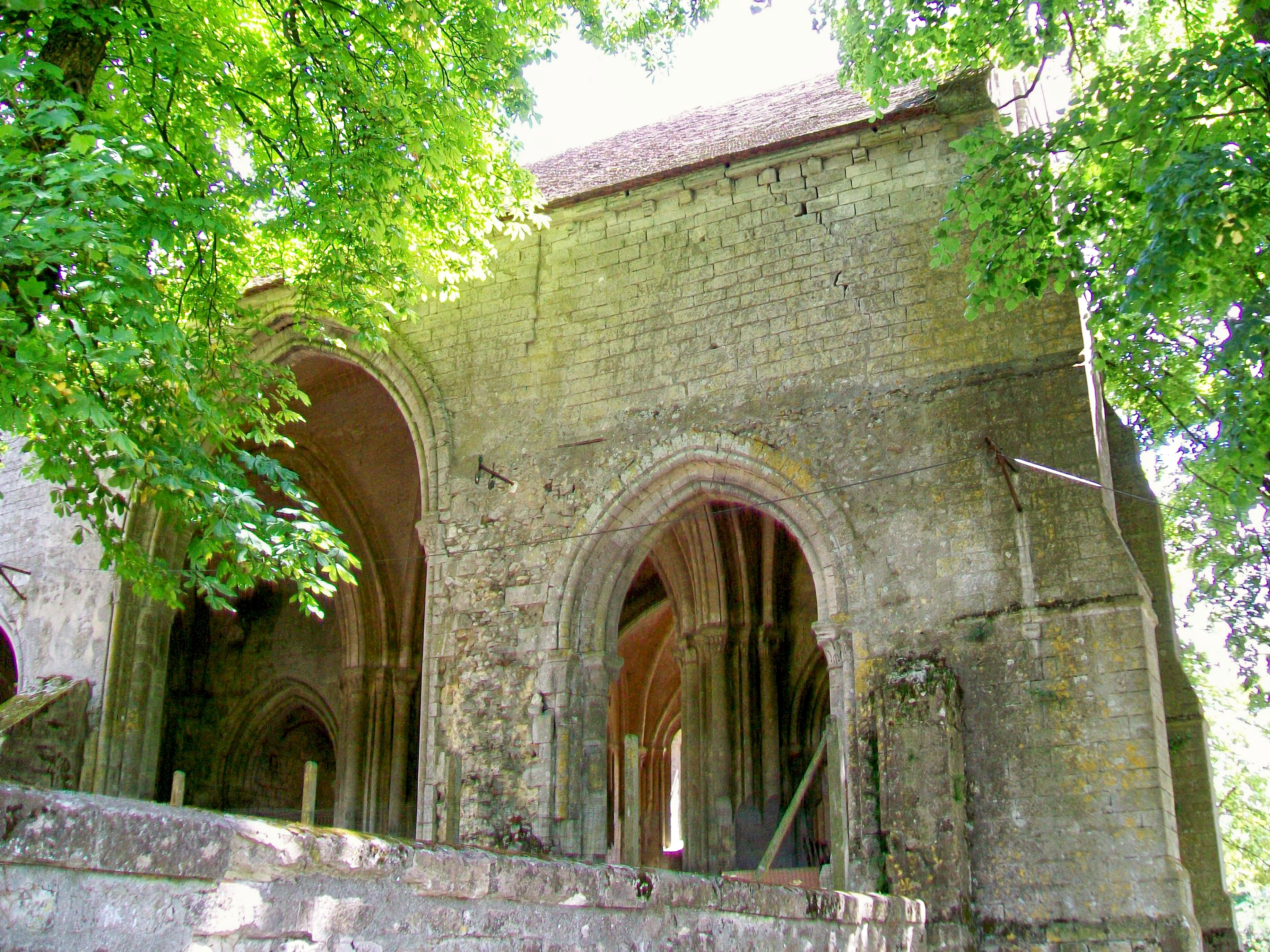
Vue sur les doubleaux ayant jadis ouvert sur la nef et les bas-côtés.

Le chevet plat est courant à la première période romane, avant que les absides voûtées en cul-de-four ne s'imposent à la fin du XIe siècle. À la fin de la période romane, le chevet plat fait son retour avec la diffusion du voûtement d'ogives, qui s'accélère au second quart du XIIe siècle. Avant le milieu du siècle, les églises d'Avrechy, Francastel, Saint-Rieul de Louvres, Noël-Saint-Martin (commune de Villeneuve-sur-Verberie) et Rocquemont sont pourvues de chœurs au chevet plat voûtés d'ogives, et éclairés par un triplet. Pour la seconde moitié du siècle, on peut citer Cauffry, Ormoy-Villers et Précy-sur-Oise, par exemple. Les bâtons brisés, d'origine anglo-normande, sont très courants dans le Beauvaisis et le nord de l'Île-de-France historique. À l'extérieur des églises, le motif est notamment employé pour les archivoltes des portails, comme à Bury, Catenoy, Rully, Saint-Vaast-lès-Mello et Villers-Saint-Paul, ou parfois pour clochers, comme à Courcelles-sur-Viosne.
Latéralement, la dernière travée du chœur est éclairée par des baies en plein cintre également flanquées de colonnettes, mais les archivoltes affectent ici un décor plus simple. Elles sont formées par un tore dégagé, un rang de claveaux et un bandeau en forme de sourcil. Les tailloirs des chapiteaux se continuent jusqu'aux extrémités du mur comme au chevet, mais les frises faisant suite aux chapiteaux sont seulement ébauchés. En haut, les murs se terminent par une corniche de corbeaux des plus simples, comme à Nanteuil-le-Haudouin. Au milieu du XIIIe siècle, la baie orientale de la chapelle du nord a été repercée et doté d'un remplage de trois courtes lancettes surmontées d'un grand trèfle. Les meneaux affectent une mouluration chanfreinée, ce qui est une marque d'austérité ou d'économie en pleine période gothique rayonnante. Des fenêtres du même type se rencontrent, de façon isolée, sur plusieurs églises de la région : au chevet de Rully, dans le bas-côté nord de la cathédrale de Senlis, dans la chapelle sud de Villers-sous-Saint-Leu, et à Cramoisy. Les contreforts des chapelles s'apparentent stylistiquement à ceux du chevet ; les corniches font défaut. Les extrémités du transept conservent quant à elles leurs fenêtres jumelles romanes, dont les archivoltes se composent d'un tore dégagé, d'un rang de claveaux, et d'un cordon de fleurs de violette. Ces archivoltes retombent ensemble sur les tailloirs de trois chapiteaux, qui sont en partie devenus des culs-de-lampe depuis la chute de certaines colonnettes. Les croisillons n'ont de contreforts que vers le nord et vers le sud, les murs des chapelles et des bas-côtés remplissant leur mission vers l'est et vers l'ouest. Les contreforts sont proches de ceux du chevet, mais les retraites sur les faces latérales sont ici orientées vers l'extérieur. La scansion horizontale est également calquée sur le chevet. Le pignon du sud est en revanche décorée d'une série d'arcatures plaquées, difficilement visible derrière les arbres qui entourent l'église. Sur les murs gouttereaux des croisillons, réapparaît la même corniche que sur le chœur,.

### Intérieur

#### Voûtement

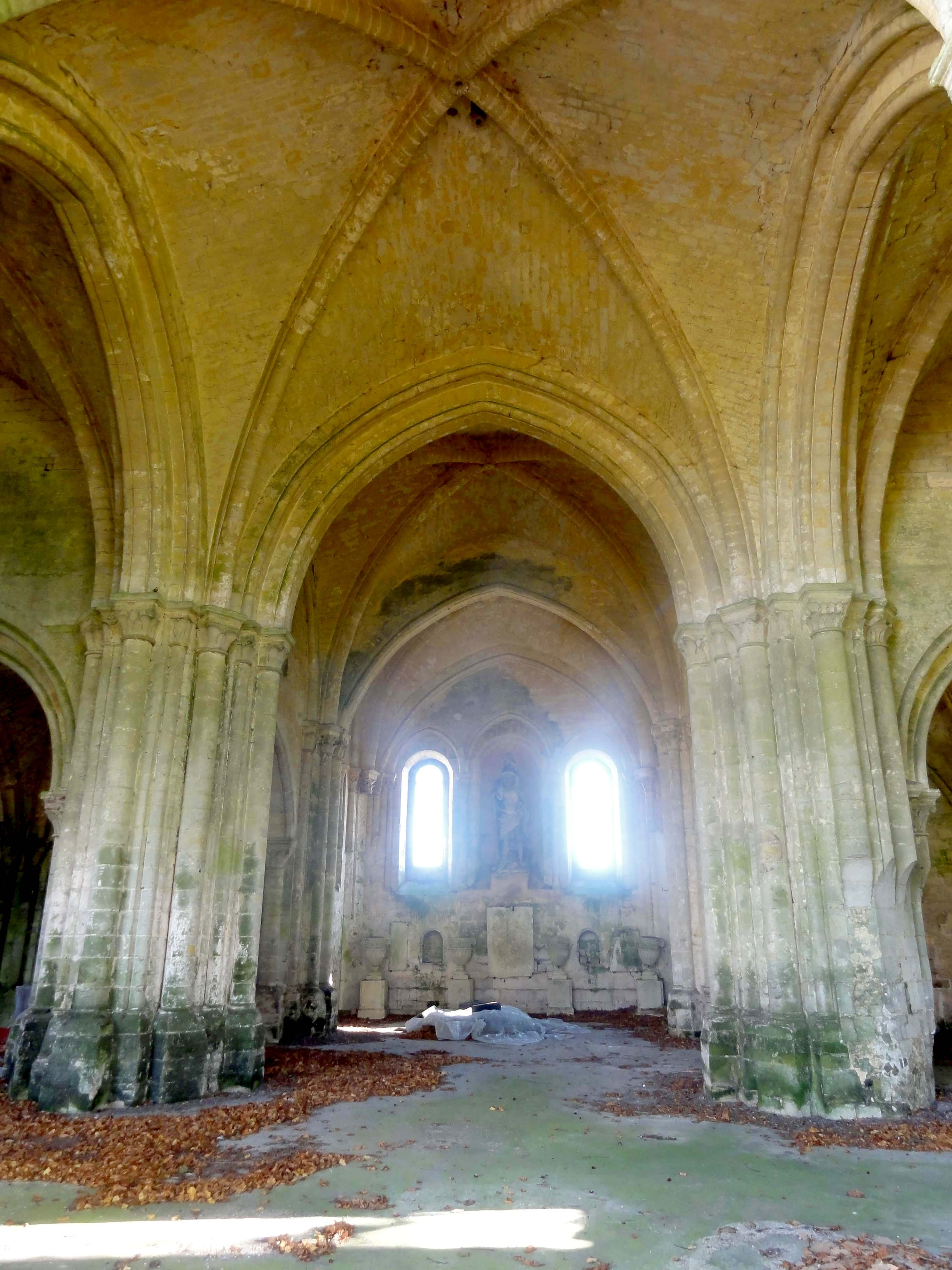
Croisée, vue vers l'est.

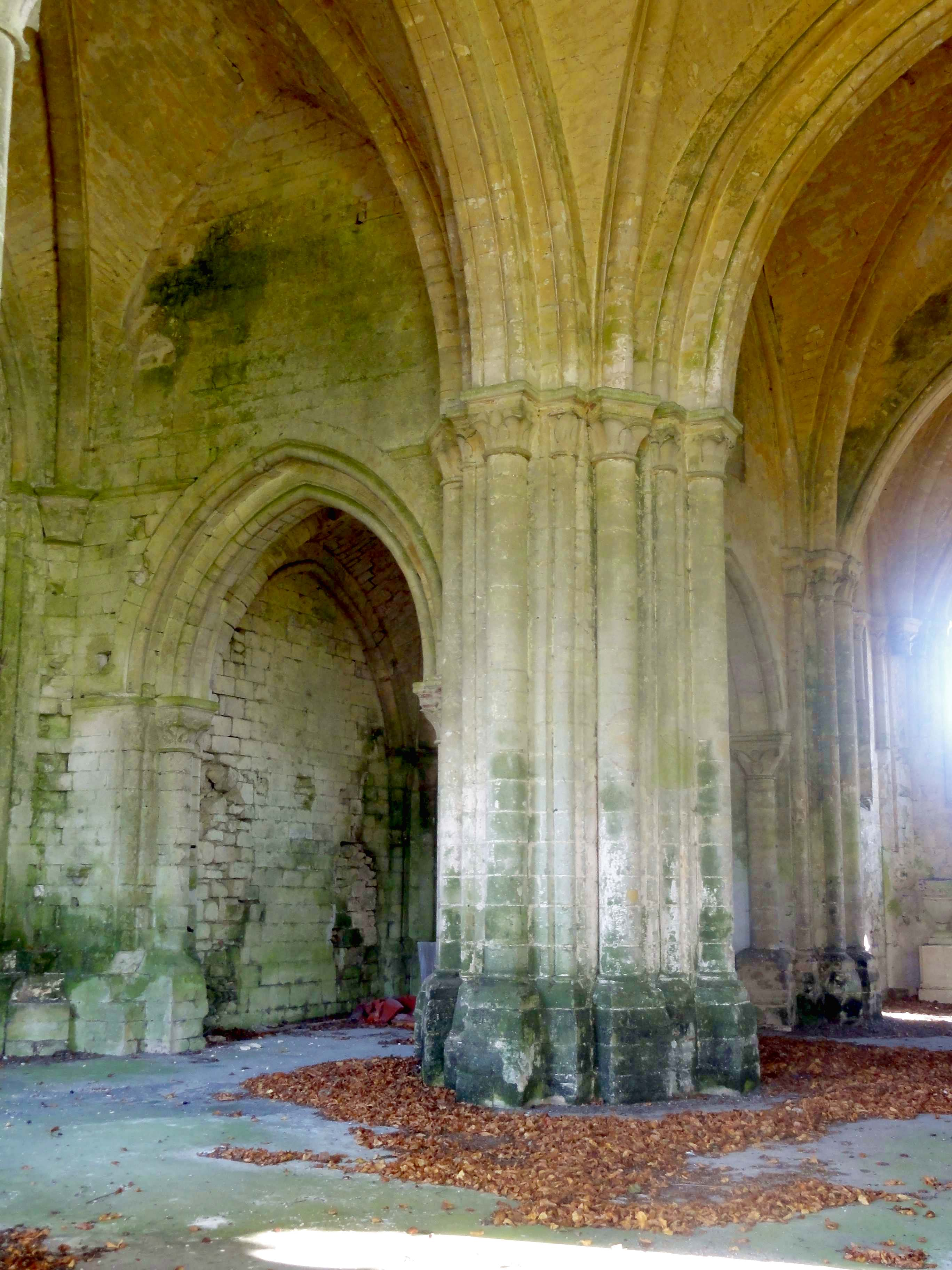
Croisée, vue vers le nord-est sur la chapelle nord.

L'unité de l'édifice, qui semble avoir été construit d'un seul jet, appelle à une étude d'ensemble des différentes travées, au lieu de procéder partie par partie. Tout l'intérieur est voûté d'ogives dès l'origine. Les voûtes sont légèrement bombées, c'est-à-dire, le sommet de la voûte est situé un peu plus haut que les sommets des arcs d'inscription, ou autrement dit, les lignes faîtières des voûtes sont incurvées. Sauf dans la chapelle du sud, où l'on trouve un onglet entre deux tores, les ogives affectent un profil en amande, comme à la cathédrale de Senlis, et sont posées sur un bandeau étroit. Les clés de voûte sont presque inexistantes ; elles sont de diamètre moindre que les ogives et garnies de discrètes rosaces, comme fréquemment dans la région depuis les années 1130 (Bury, Cambronne-lès-Clermont, Foulangues, Mogneville, Saint-Vaast-lès-Mello, etc.). Dans la chapelle du sud, où les ogives présentent un onglet central, celui-ci s'épaissit vers la clé de voûte, et un losange figure au point de rencontre. Les ogives, doubleaux et formerets retombent sur des faisceaux de colonnes et colonnettes, dont le nombre est équivalent au nombre des nervures à supporter. L'apparition des piliers fasciculés annonce le style gothique dès le second quart du XIIe siècle, mais le nombre important de fûts dégage une certaine lourdeur, et sera réduit à l'issue de la première période gothique. Tous les fûts sont appareillés, et sauf ceux des arcades et doubleaux, sont logés dans des angles rentrants. Il y a seulement deux diamètres différents. Le fort diamètre est employé pour les arcades, doubleaux et les ogives du transept seulement, et le diamètre réduit pour les rouleaux supérieurs des arcades et doubleaux, les formerets, et les ogives du chœur et des chapelles. Les tailloirs et les corbeilles des chapiteaux sont carrés. Les tailloirs recevant les ogives sont toujours plantés de biais, face aux ogives,.
Autour de la croisée du transept, les doubleaux sont à double rouleau, et retombent de chaque côté sur une colonne et deux colonnettes. Près des deux piles orientales de la croisée, les arcades orientales des croisillons (qui ouvrent sur les chapelles), sont également à double rouleau, mais seulement du côté des croisillons. Sans doute par souci de symétrie de la composition des piles fasciculées, et pour ne pas faire retomber deux nervures sur un même tailloir, les croisillons sont dépourvus de formerets, sauf aux extrémités nord et sud. On obtient ainsi des piles cantonnées de quinze fûts, avec une alternance entre colonnes et fines colonnettes (sauf dans les chapelles). Les deux piles occidentales de la croisée sont composées selon les mêmes principes, mais comme déjà évoqué, aucun support n'est prévu côté nef. Le souci de symétrie se traduit également à travers l'agencement des arcades occidentales des croisillons, qui sont tout à fait analogues à leurs homologues en face à l'est. Dans la première travée du chœur, le maître d'œuvre n'a pas voulu renoncer aux formerets. Ici, les arcades vers les chapelles ne sont donc qu'à simple rouleau côté chœur, le rouleau supérieur étant remplacé par le formeret. À l'intérieur des chapelles, l'arcades vers le chœur est toutefois à double rouleau, mais le rang de claveaux supérieur est placé à une certaine distance vers l'intérieur de la chapelle, et optiquement dissocié du rouleau inférieur. Ainsi, on obtient encore une disposition presque symétrique, comme pour la croisée du transept : trois fûts occupent chacun des quatre angles. Un correspond aux ogives, et les deux autres aux arcades ou formerets. Pour venir vers la dernière travée du chœur, celle-ci s'ouvre par un doubleau à simple rouleau, et possède des formerets tant latéralement qu'au chevet. La composition des piliers à l'intersection entre les deux travées est donc réduite d'un quart par rapport au carré du transept. Trois colonnettes prennent place dans les angles près du chevet. D'après Maryse Bideault et Claudine Lautier, « un raffinement supplémentaire est introduit qui ne place de formerets qu'aux murs hauts percés d'ouvertures », mais étant donné ce qui a été énoncé ci-dessus, ce semble fortuit ; pour les chapelles, c'est même faux,.

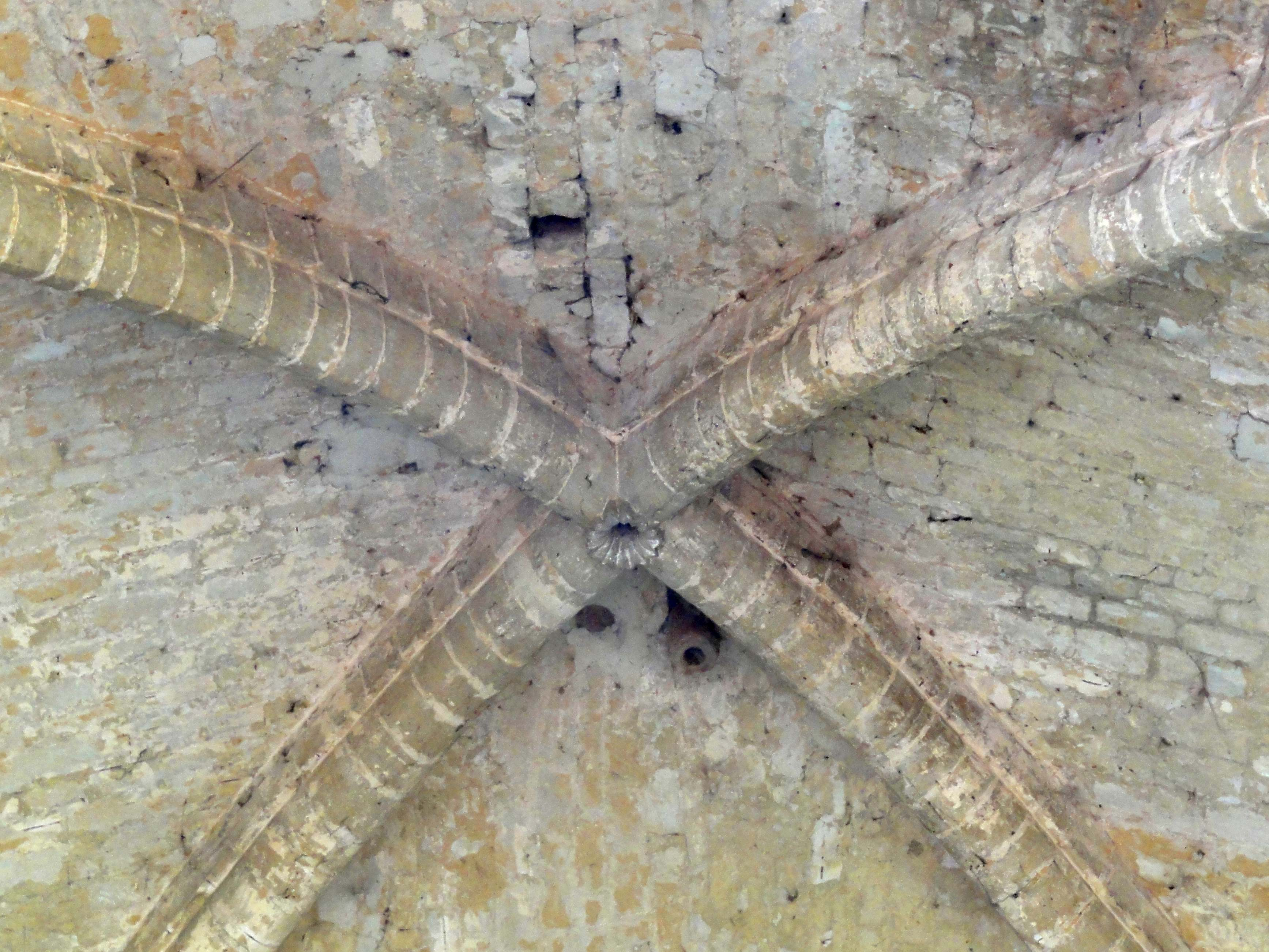
Croisée du transept, clé de voûte.
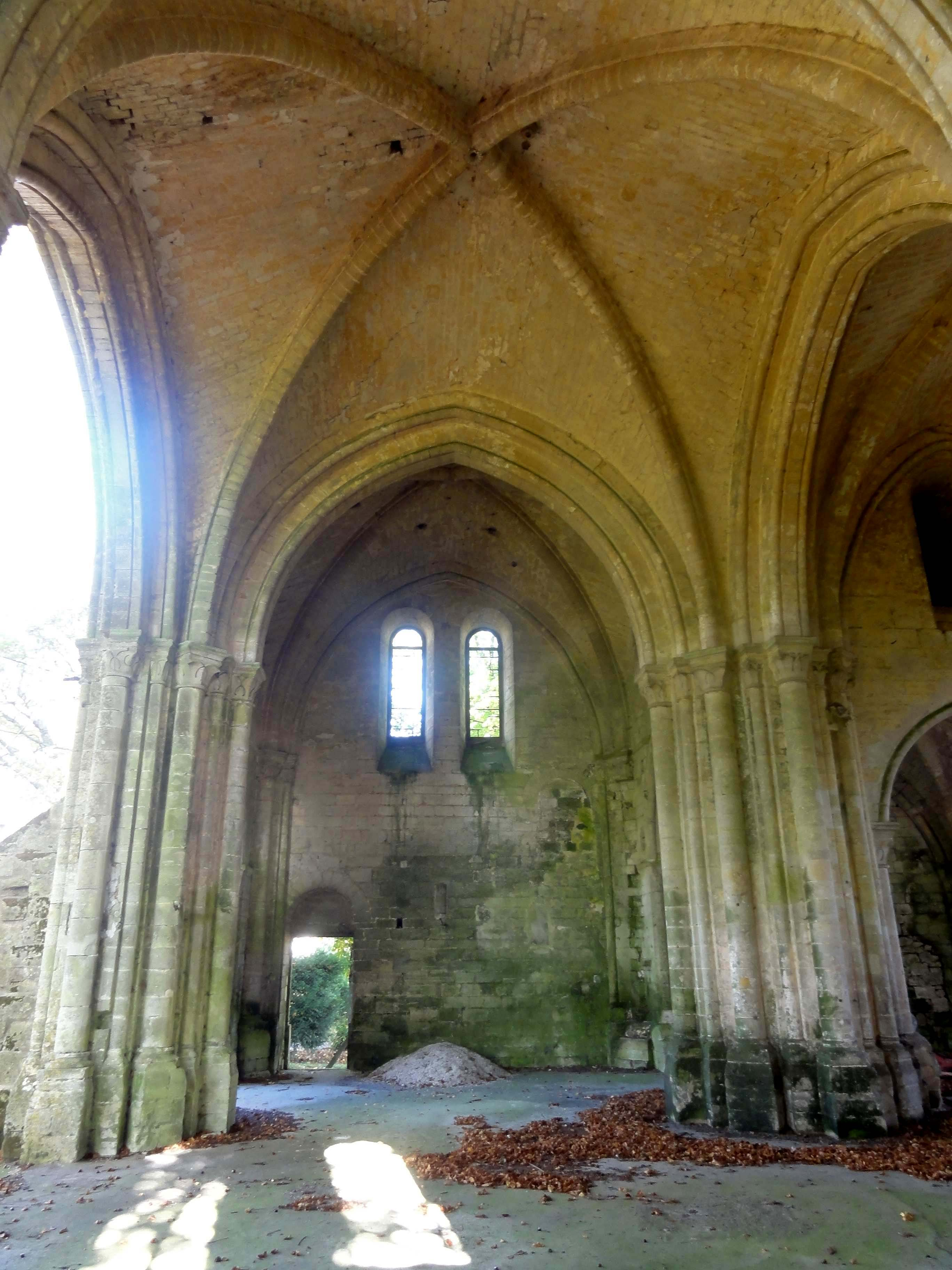
Croisée, vue vers le nord sur le croisillon.
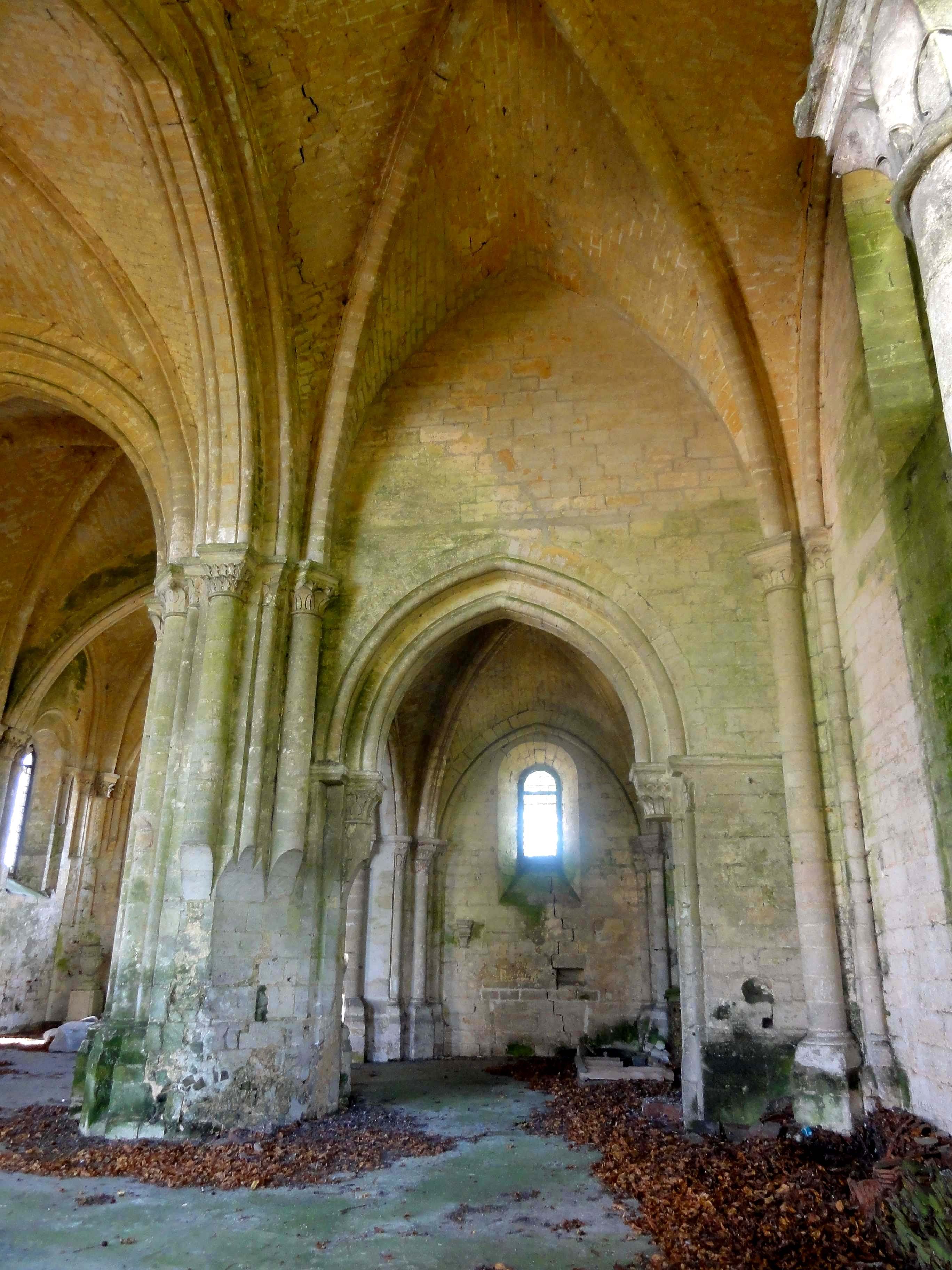
Croisillon sud, vue vers l'est sur la chapelle.
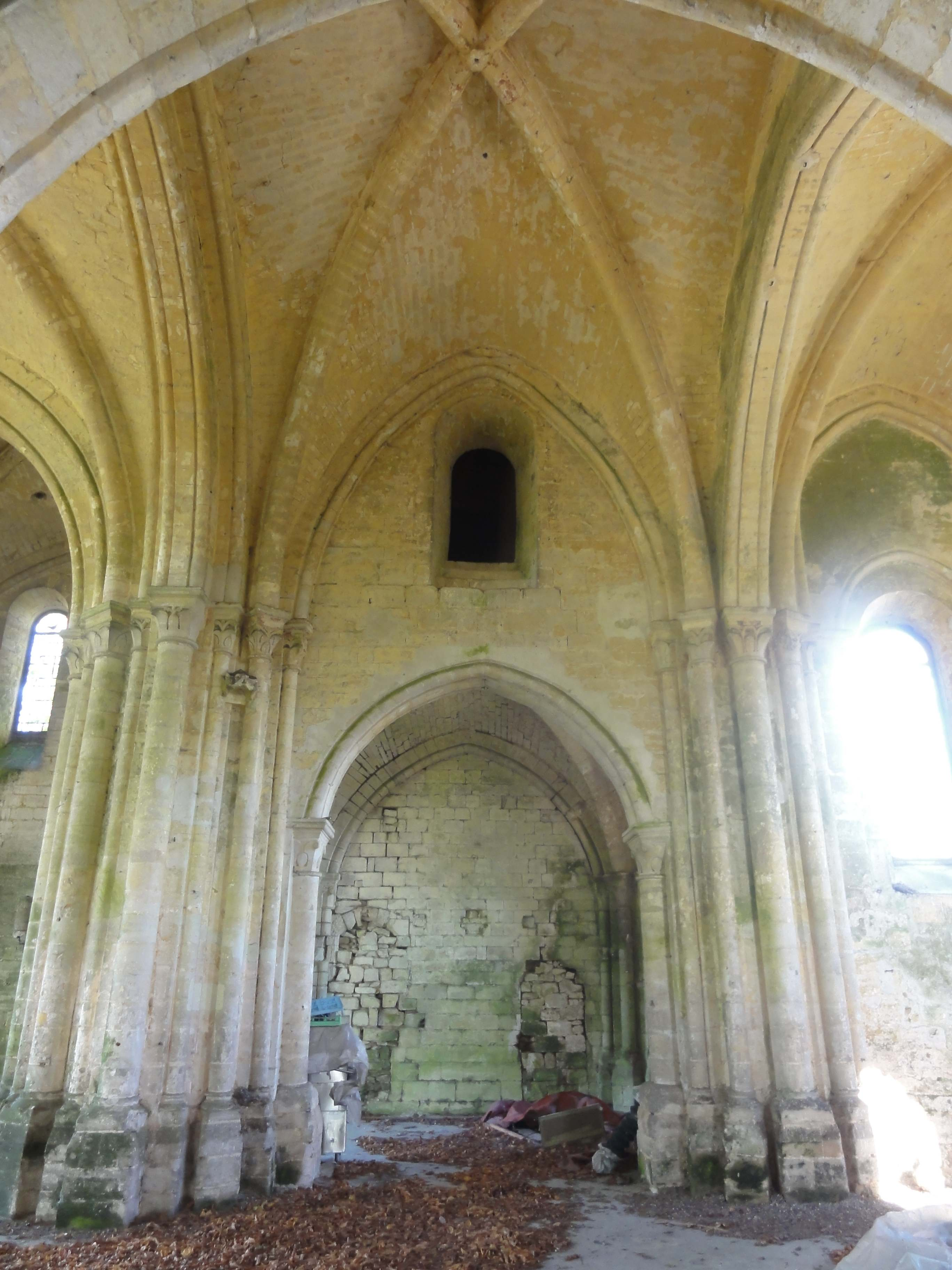
Chœur, 1re travée, vue vers le nord.
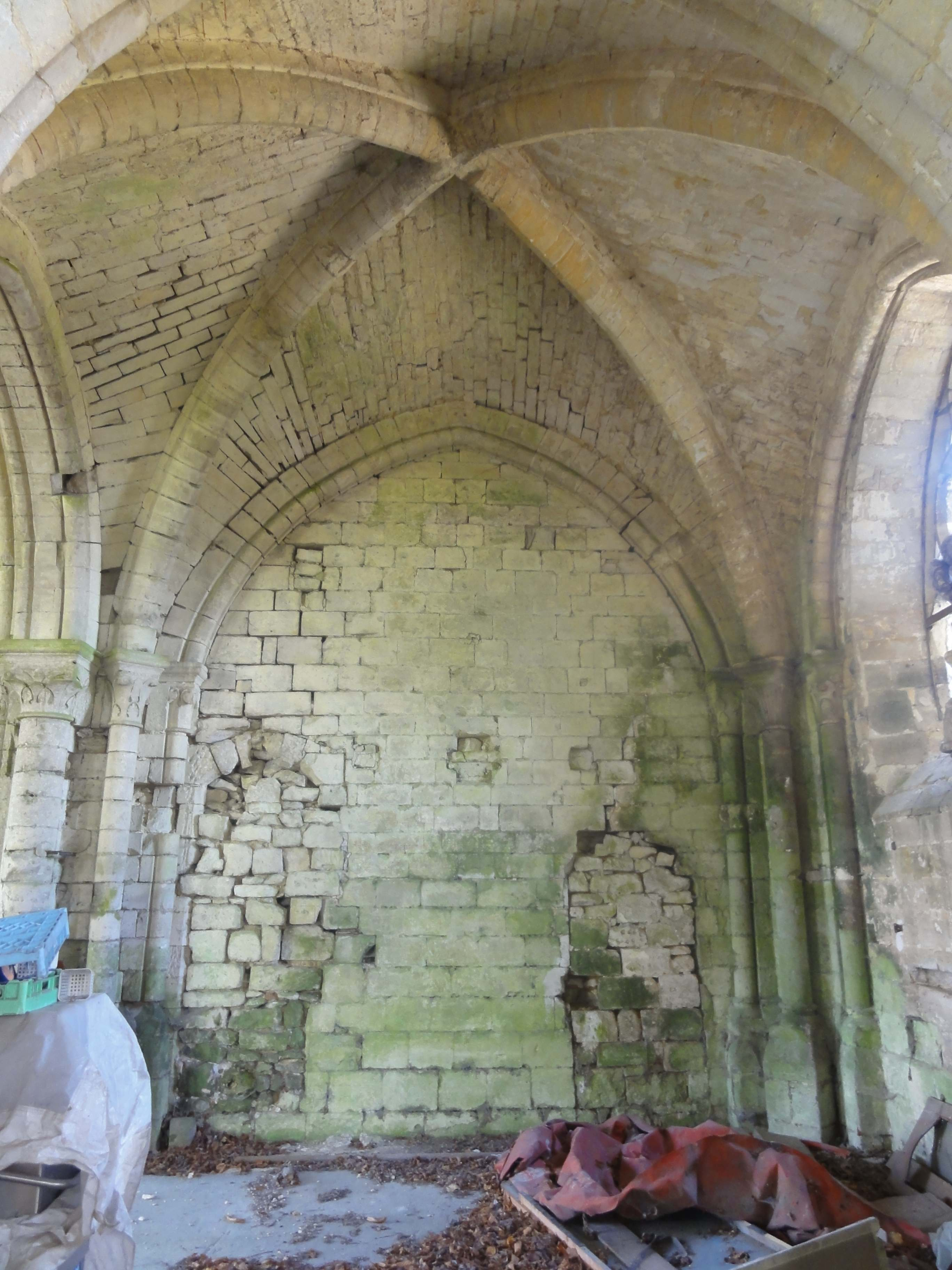
Chapelle nord, vue vers le nord.
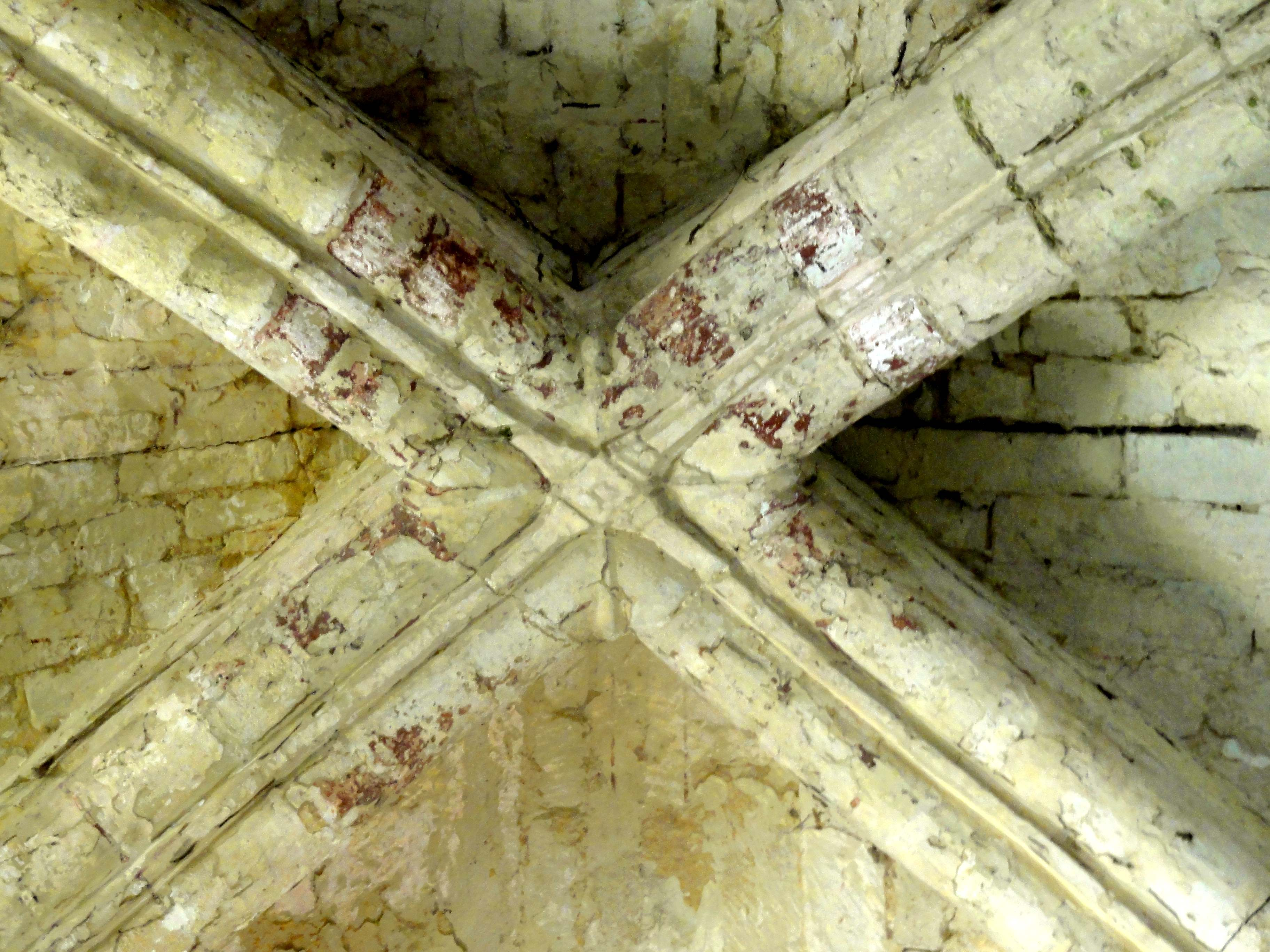
Chapelle sud, clé de voûte.

#### Sculpture et décoration

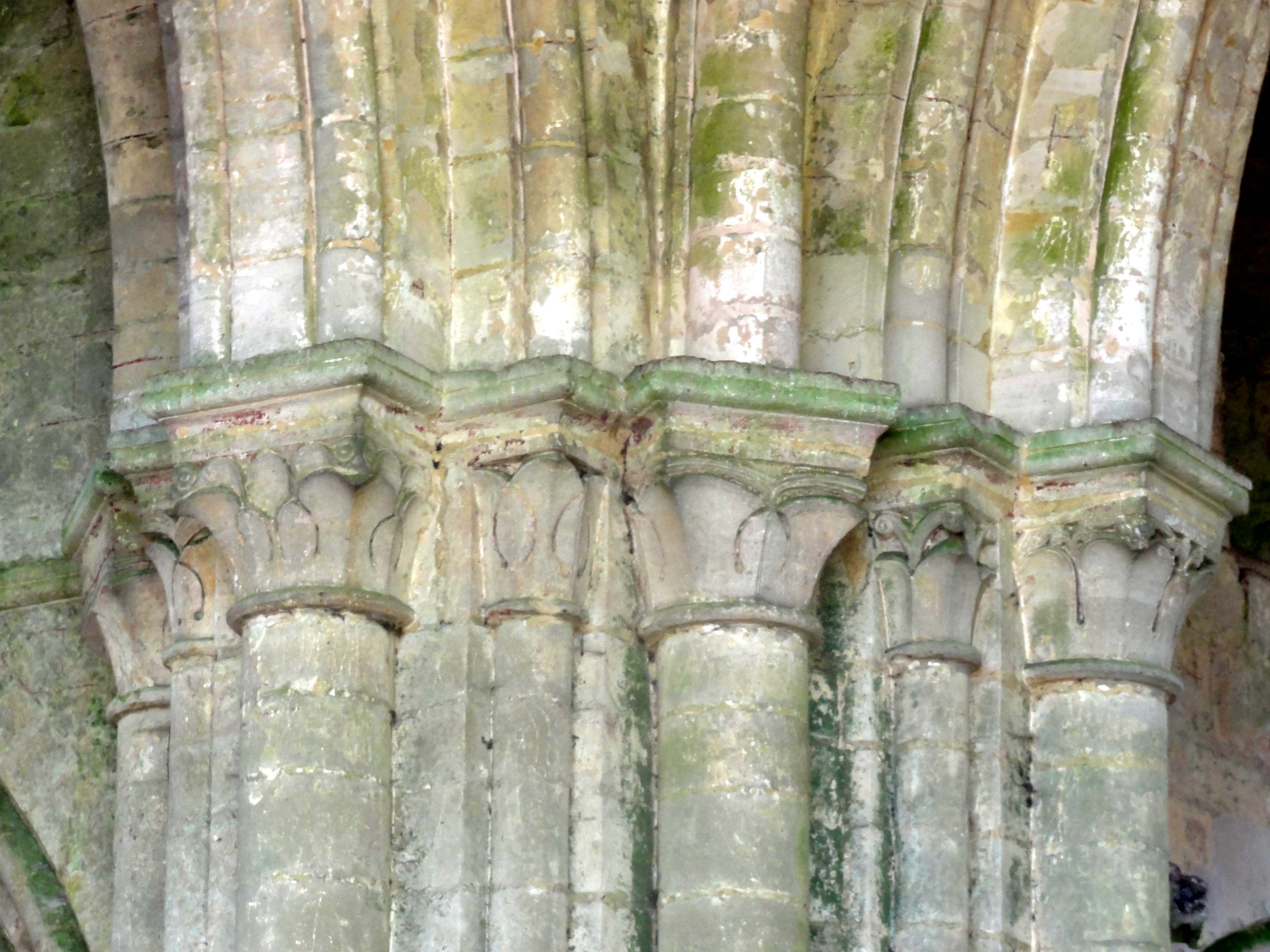
Croisée du transept, chapiteaux de la pile nord-est.

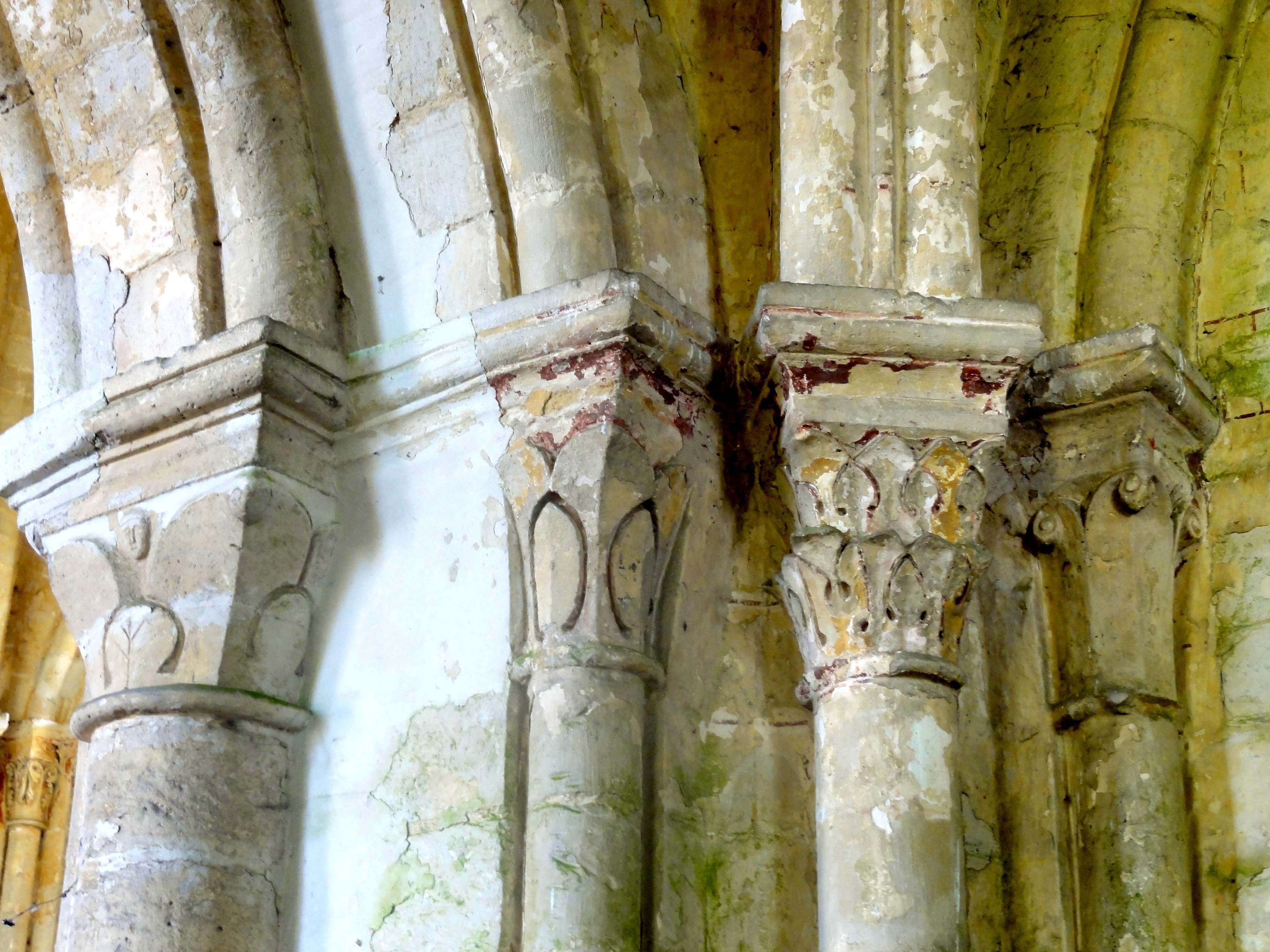
Chapelle sud, chapiteaux dans l'angle nord-est.

Les chapiteaux, qui n'ont jamais été restaurés, sont remarquablement bien conservés, bien que l'édifice soit ouvert à tous les vents : Au moins une bonne aération est-elle assurée, et le toit en bon état empêche que l'humidité ne s'installe. Par leurs motifs et leur traitement, les chapiteaux s'insèrent très bien dans le développement de la sculpture monumentale dans la région au troisième quart du XIIe siècle, et sont représentatifs du foyer de diffusion que représente le grand chantier de la cathédrale de Senlis. La feuille d'eau est le motif le plus fréquent. Sur certains petits chapiteaux, les feuilles larges et plates proches des godrons sont simplement obtenues par une forme d'épannelage. Les feuilles peuvent être définies par de simples incisions, qui font ressortir leurs silhouettes. Selon les cas, elles garnissent la corbeille sur toute la hauteur, ou sont superposées en deux rangs, ou bien laissent libres la partie supérieure de la corbeille, qui est alors agrémentée de volutes d'angle d'inspiration romane, ou plus souvent par un motif de ruban né au centre de la corbeille, et qui se transforme également en volutes aux angles. Exceptionnellement, les gros chapiteaux présentent de petites têtes aux angles et en haut au milieu de la corbeille (arcade entre chœur et chapelle sud), ou un motif étagé sur trois niveaux. Dans la dernière travée du chœur, le sanctuaire, la plupart des petits chapiteaux ont bénéficié d'un effort décoratif supplémentaire. Ils sont alors décorés de différents types de palmettes, souvent un peu raides, ou ils sont enveloppés de feuilles d'acanthe maigres, assez stylisées et sans effet de plasticité. À la fin de la période romane, des feuilles d'acanthe plus sophistiquées se trouvent pourtant dans certaines églises rurales de la région, comme Béthisy-Saint-Pierre, Catenoy, Foulangues et Noël-Saint-Martin. Les chapiteaux à feuilles d'eau de Saint-Christophe se rapprochent de ceux d'Acy-en-Multien, Cambronne-lès-Clermont, Foulangues et du déambulatoire de Saint-Germer-de-Fly, mais encore davantage de ceux des tribunes du chœur de la cathédrale de Senlis. Les motifs simples y sont donc réservés aux parties les moins visibles pour le public, mais les feuilles d'acanthe et palmettes des parties basses du chœur de Senlis sont à peine plus riches que leurs homologues de Saint-Christophe.
Dans le chœur et la chapelle sud, des traces importantes de la polychromie architecturale d'origine restent bien visibles. L'ocre rouge est employé pour les parties des corbeilles situées à l'arrière-plan des feuilles, pour les intervalles entre deux corbeilles, et pour les tailloirs, notamment les moulures supérieures. L'ocre jaune est utilisé pour les feuillages, pour la partie inférieure de certains tailloirs, et pour les parties saillantes des piliers entre deux colonnettes. Les clés de voûte, qui ont déjà été signalées, étaient également peintes. C'est encore dans la chapelle du sud que les traces de polychromie sont le mieux conservées. Il semble que la clé était traitée en rouge, et les ogives en jaune. Les tailloirs et bases n'ont malheureusement pas été étudiées par les différents auteurs. Reste à mentionner le décor des fenêtres du sanctuaire, qui sont les seules à être décorées de l'intérieur. Elles sont flanquées de colonnettes à chapiteaux, qui supportent des archivoltes toriques en arc brisé. Contrairement à l'extérieur, une colonnette unique est placée devant les trumeaux des baies du triplet. Les colonnettes sont plus fines que le petit diamètre utilisé pour les supports des voûtes. Les chapiteaux sont de la même facture que les autres, et implantés à la même hauteur. Ils sont réunis par leurs tailloirs, et l'on obtient ainsi un effet qui préfigure l'art rayonnant. — Une statue en pierre de saint Christophe du XVIe siècle (classée monument historique au titre objet depuis le 28 juillet 1938) est placée devant la baie centrale du triplet du chevet.

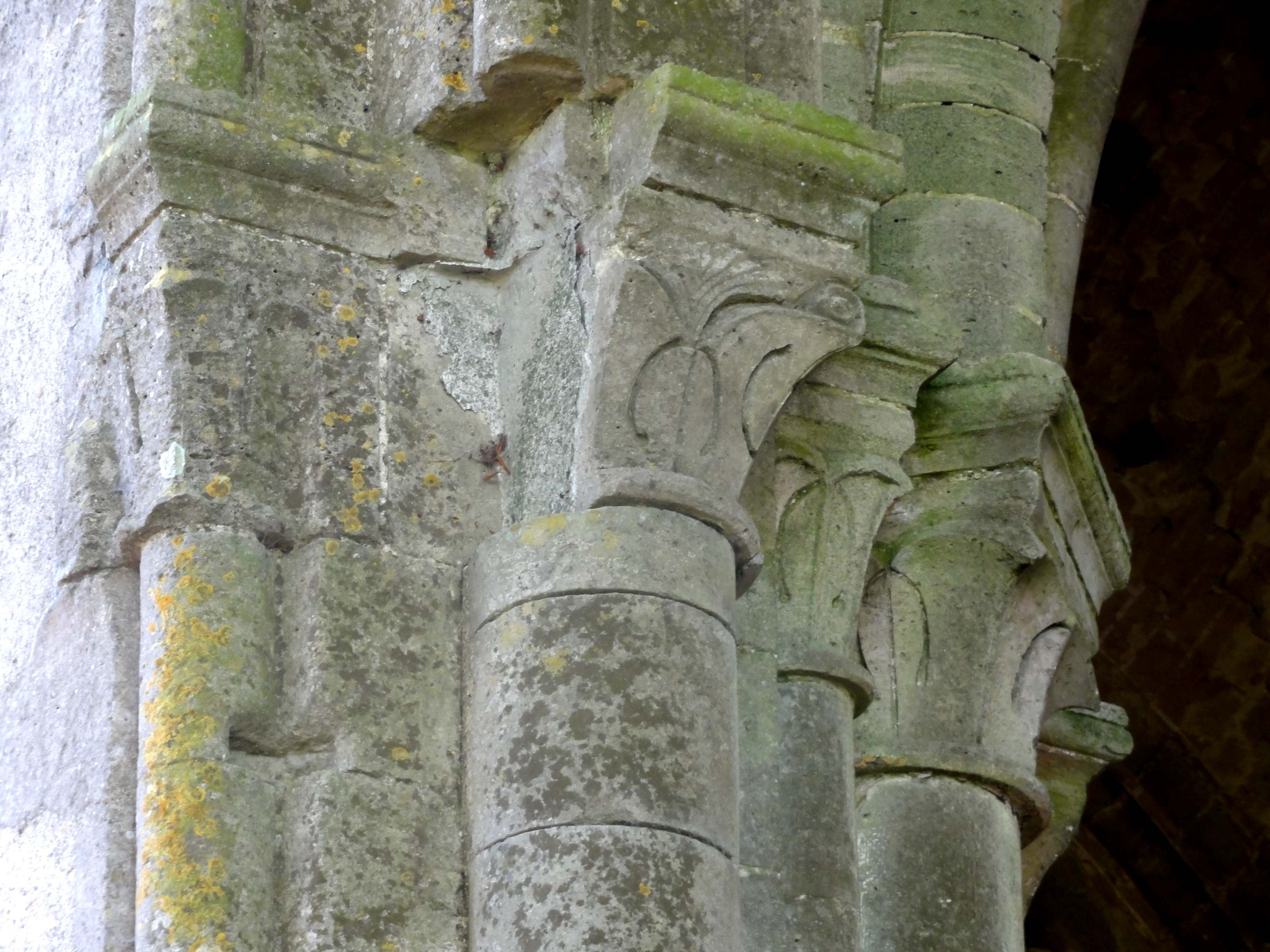
Croisée, arcade vers la nef, chapiteaux côté nord.
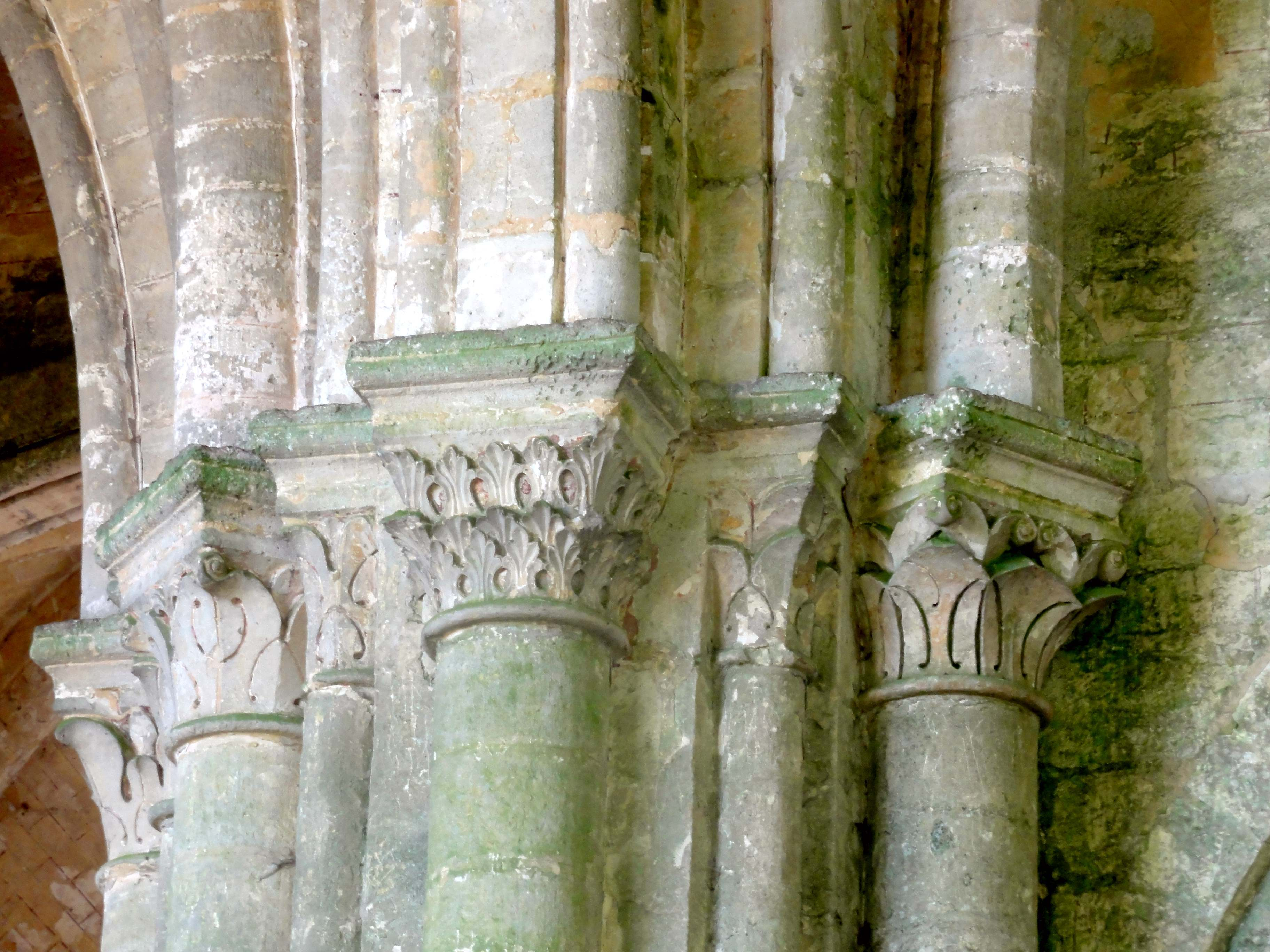
Croisillon sud, chapiteaux dans l'angle nord-est.
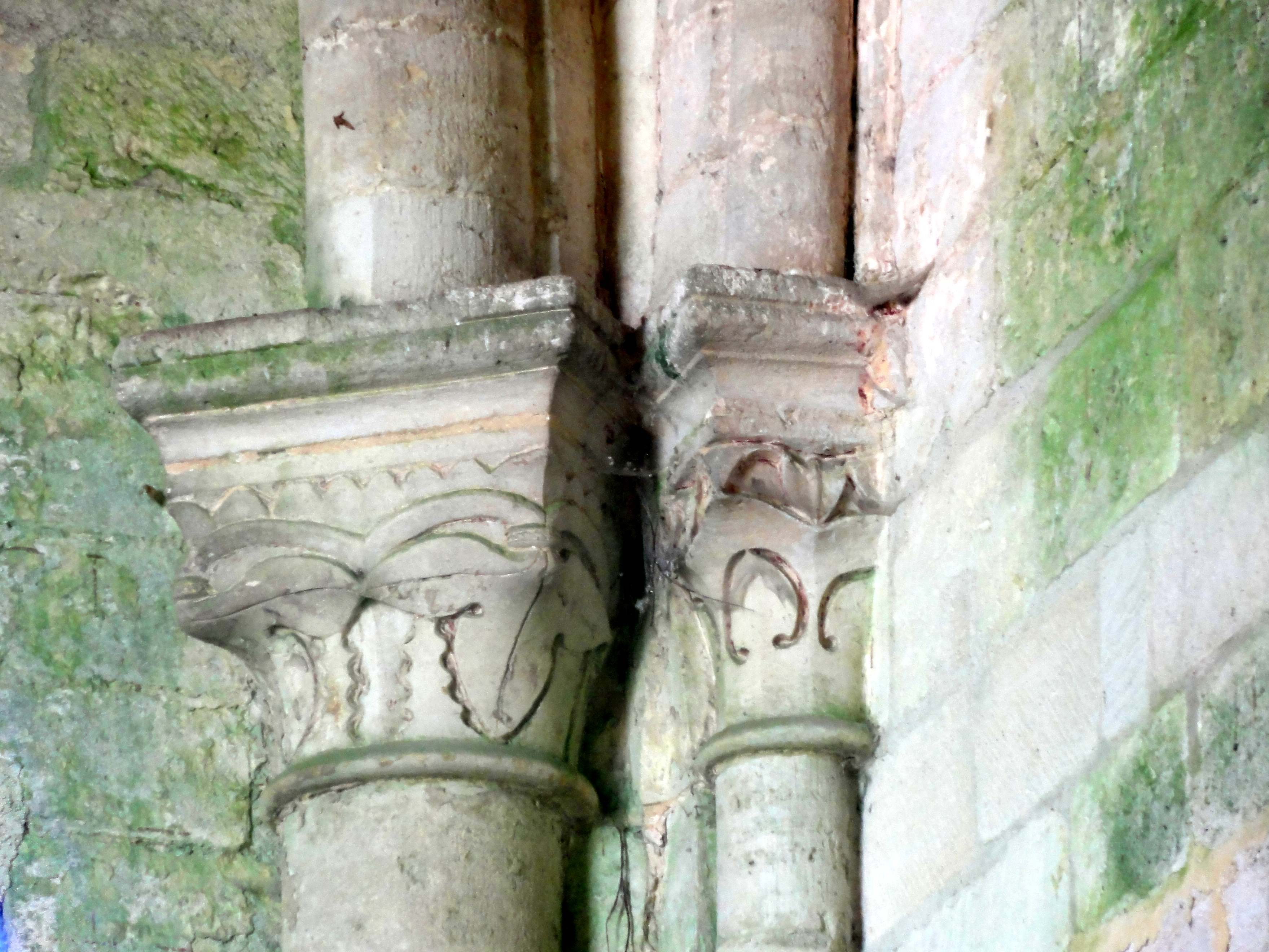
Croisillon sud, chapiteaux dans l'angle sud-est.
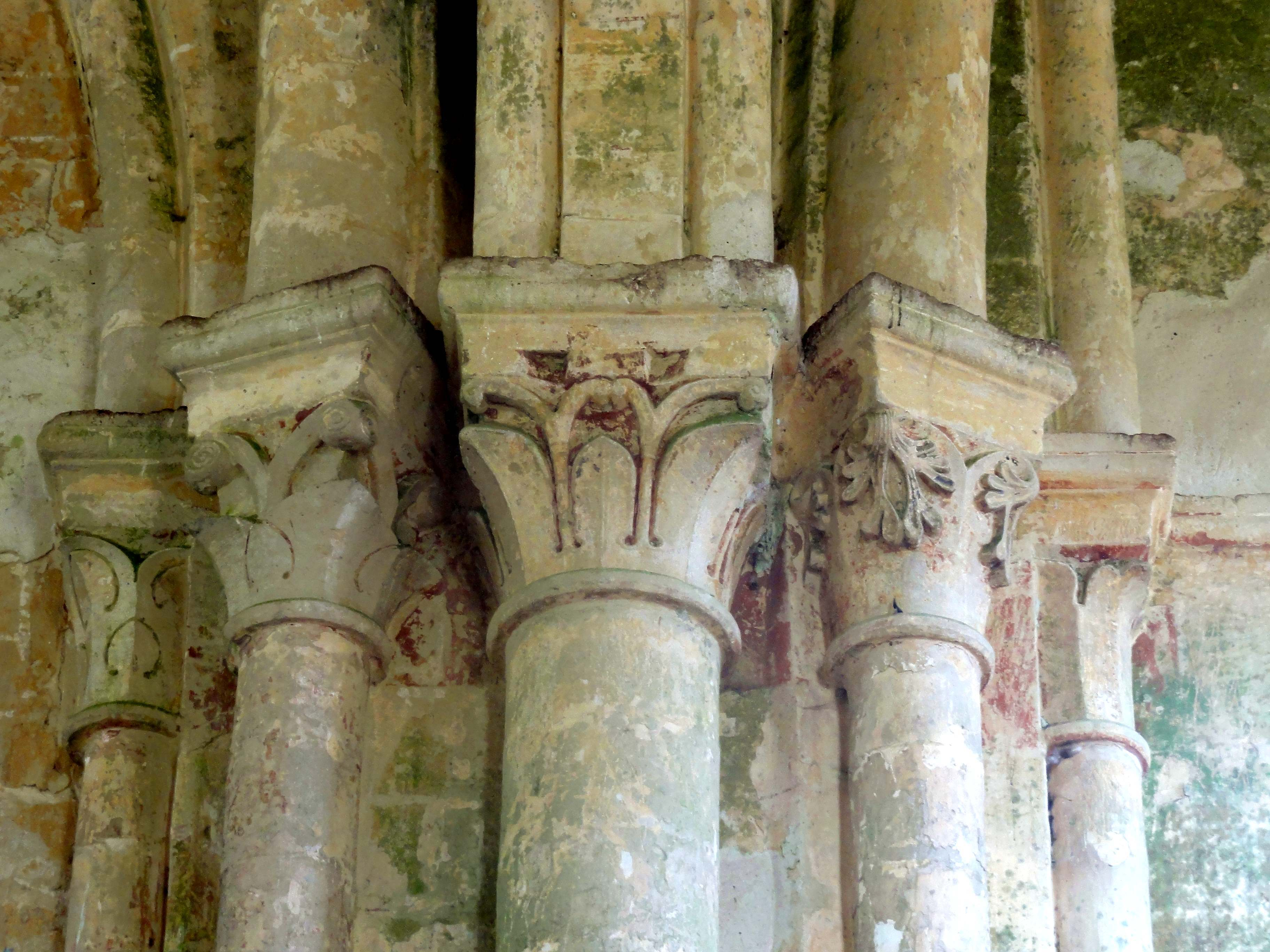
Chœur, chapiteaux du doubleau intermédiaire.
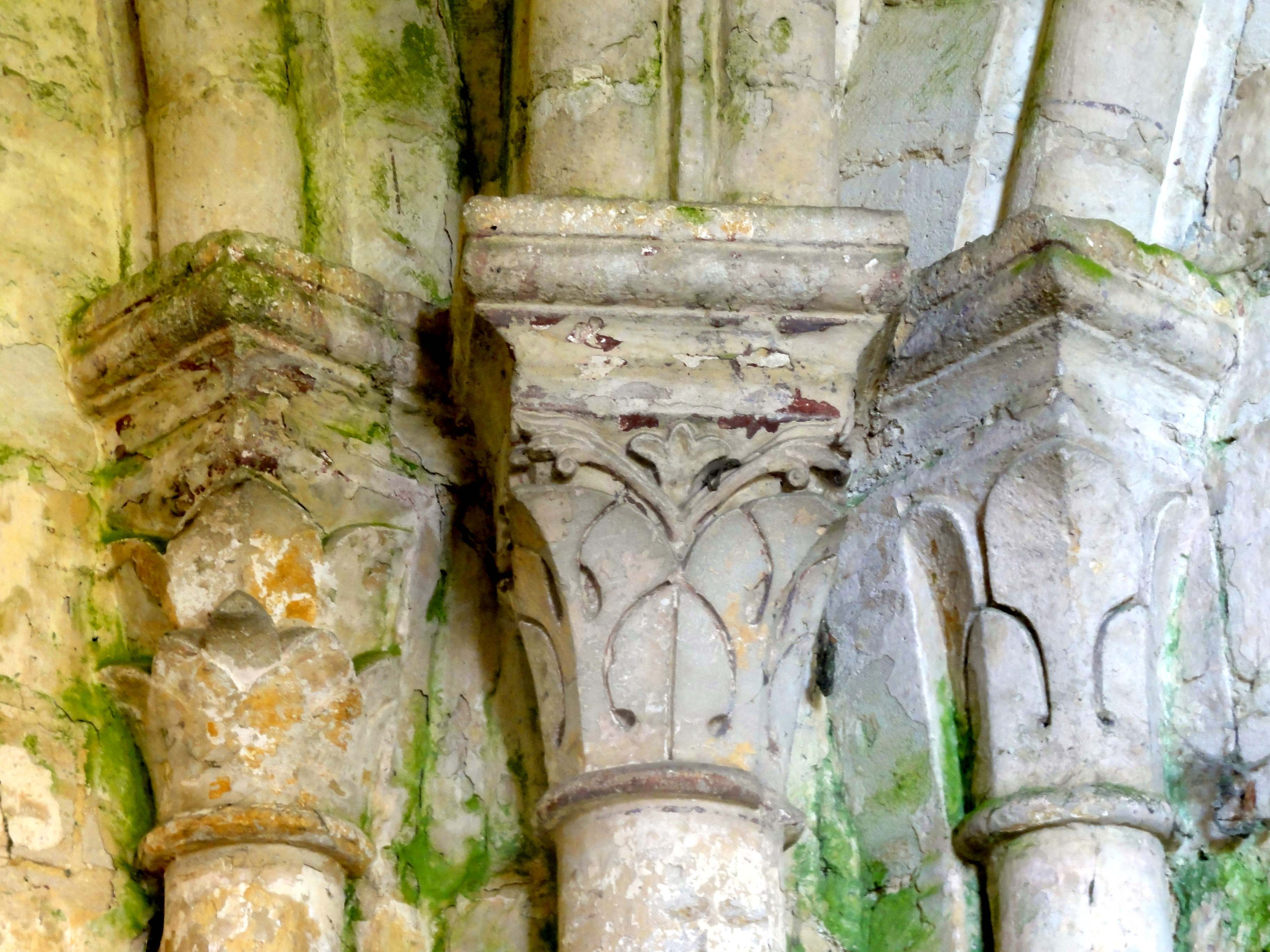
Chapelle sud, chapiteaux dans l'angle sud-est.

#### Élévations

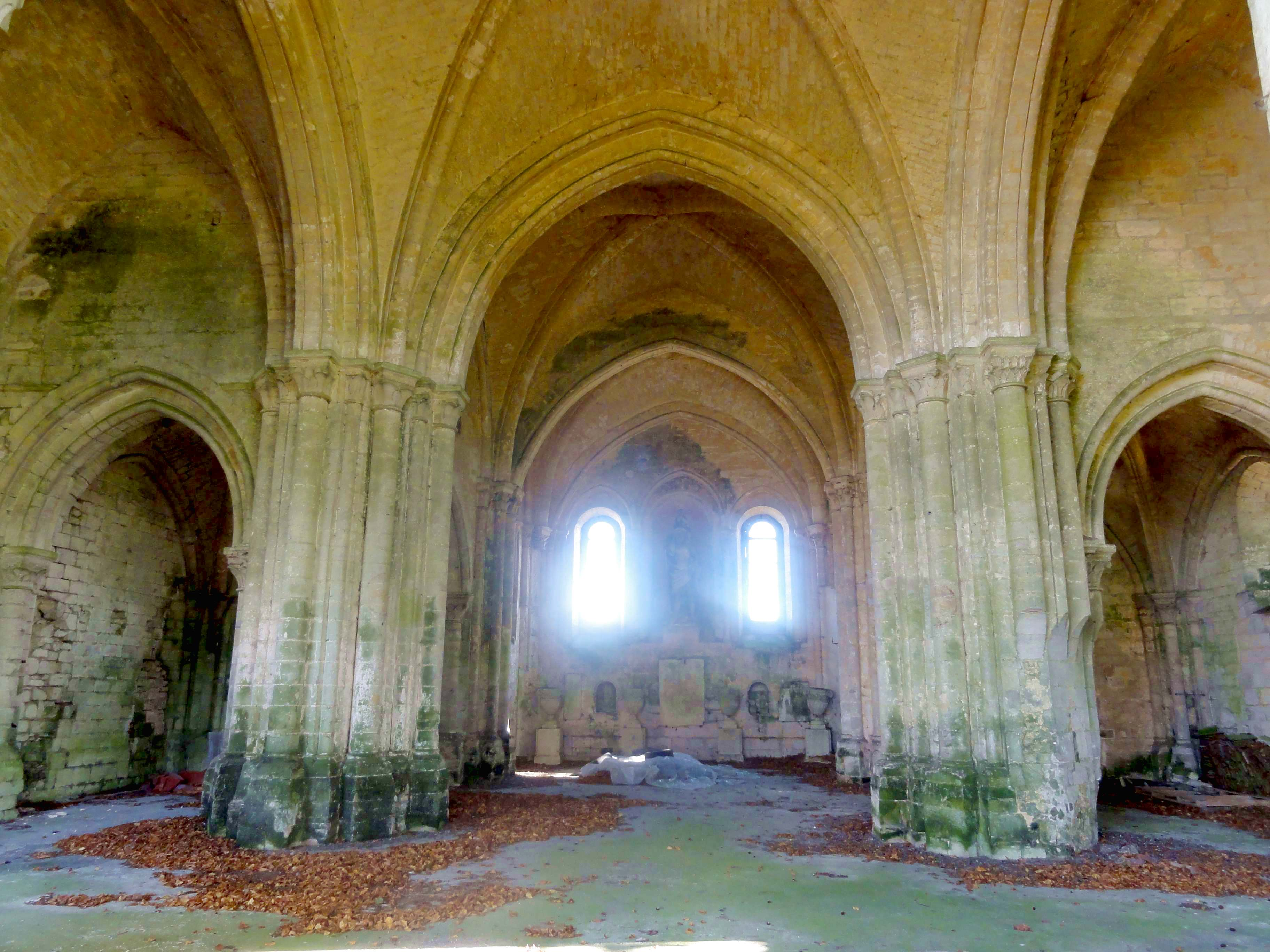
Croisée, vue vers l'est.

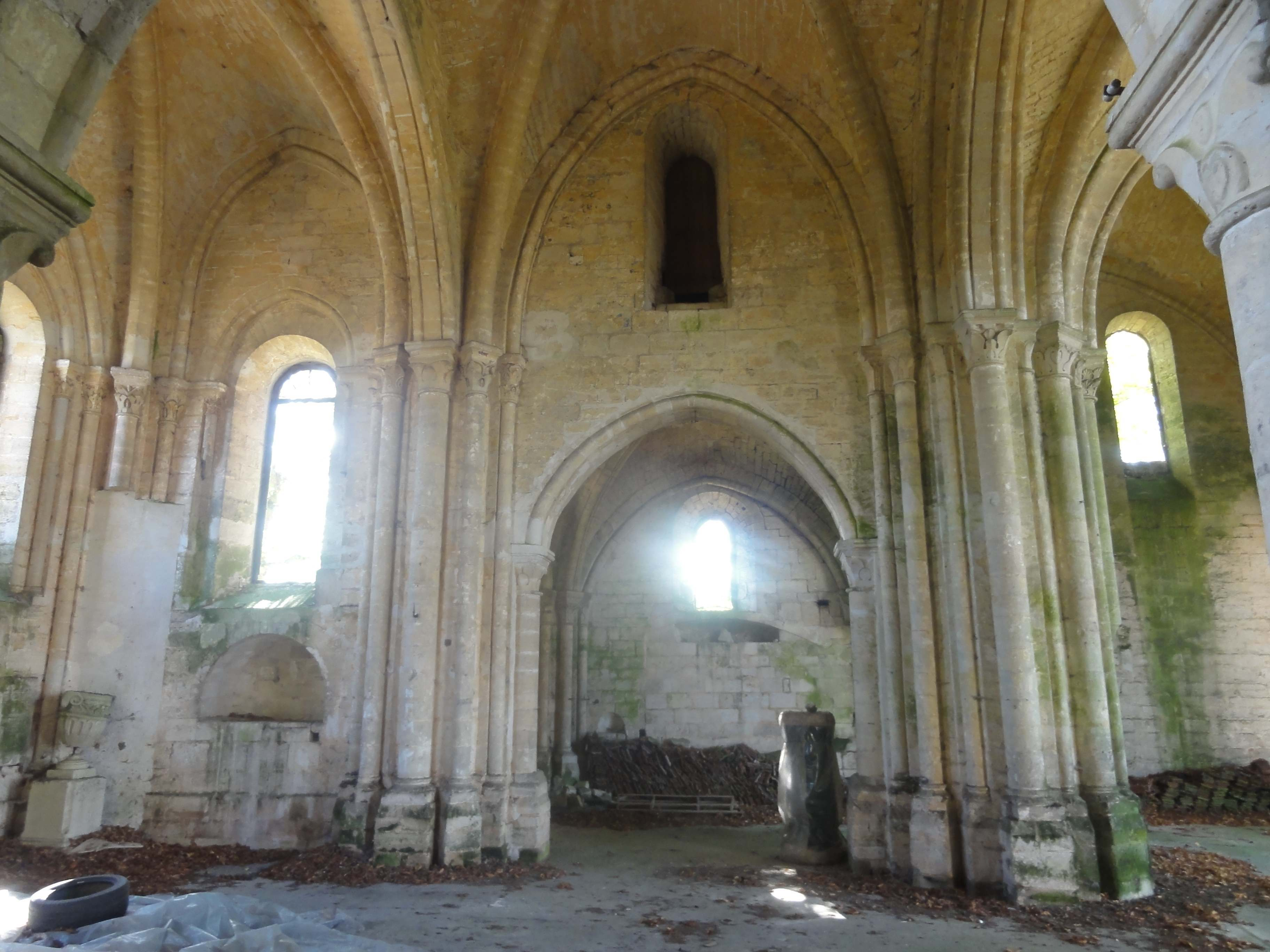
Chœur, élévation sud.

Sauf dans les croisillons et la première travée du chœur, il n'y a qu'un unique niveau d'élévation. Dans les croisillons, on trouve des murs nus au-dessus de l'étage des grandes arcades, et dans la première travée du chœur, on trouve un étage de fenêtres hautes. L'ampleur accordée au transept est particulièrement frappante. Il est plus grand que le chœur, qui représente moins que la moitié de sa superficie. Une particularité du plan est à signaler dans les chapelles. Leurs murs orientaux sont placés en retrait par rapport aux formerets, ce qui donne des niches d'autel de faible profondeur, voûtées en berceau brisé (en fait, les voûtes sont seulement des arcades profondes). Cette disposition est fréquente pour les chevets des chapelles, notamment dans le Soisonnais. — De la croisée du transept vers la dernière travée du chœur, l'on note une graduation de la profondeur des travées, qui a déjà été signalée : la première travée du chœur est d'un quart moins profonde que la croisée (tout comme les croisillons), et la seconde travée n'atteint plus que la moitié de la profondeur de la croisée. L'on trouve quatre niveaux de hauteur : la partie la plus élevée est la croisée du transept ; les croisillons et la première travée du chœur sont imperceptiblement plus bas ; la seconde travée du chœur est encore un peu plus bas, et les deux chapelles n'atteignent plus que la moitié de la hauteur de la croisée. Sauf dans les chapelles, tous les tailloirs sont pourtant implantés à la même hauteur. Les différences de hauteur viennent donc du refus du maître d'œuvre d'accepter des formerets extrêmement aigus et surhaussés, le long des murs goutteraux des croisillons et du chœur. En fait, les formerets sont déjà passablement aigus malgré la hauteur diminuée des voûtes, et le seraient encore davantage si les clés de voûte étaient toutes situées à la même hauteur. Entre les deux travées du chœur, la différence de hauteur des voûtes fait apparaître une portion de mur au-dessus du doubleau, en regardant depuis l'ouest. Entre la croisée et les travées voisines, la différence de hauteur est gommée par la forme légèrement bombée des voûtains. Avec l'essor rapide de l'architecture gothique, de telles dispositions paraissent obsolètes dès la fin du XIIe siècle, et témoignent ici de la phase d'expérimentations qui a précédé cet essor,.
On peut mettre sur le même compte les fenêtres hautes de la première travée du chœur, qui d'après Maryse Bideault et Claudine Lautier ont toujours donné sur les combles des chapelles. L'ébrasement de ces baies montre pourtant qu'elles n'ont pas une vocation décorative, telle que les galeries ouvertes sur combles de nombreuses églises gothiques rurales. De toute évidence, la décision en faveur du voûtement des chapelles n'a été prise qu'en cours de chantier, car ce sont bien les voûtes qui empêchent une position plus basses des toits en appentis, qui aurait été nécessaire pour dégager les fenêtres. Toujours sur le plan de l'éclairage par la lumière naturelle, on peut constater qu'il est concentré aux extrémités des différents espaces. Le transept ne prend le jour que par ses murs-pignon nord et sud ; la chapelle du nord a son unique fenêtre orientée vers l'est ; et dans le chœur, seule la dernière travée est pourvue de fenêtres. Ici on trouve aussi des fenêtres latérales, qui sont sans doute censées mettre en valeur le sanctuaire, et qui justifient seules la subdivision du chœur en deux travées. Autrement, on aurait pu simplifier la construction en optant pour une travée carrée aux mêmes dimensions que le carré du transept, entièrement flanquée de chapelles, comme à Précy-sur-Oise. Sauf dans la dernière travée du chœur, les fenêtres sont dépourvues de décoration ; elles sont en plein cintre et s'ouvrent au-dessus d'un important glacis. L'ébrasement est plus prononcé pour les petites fenêtres des chapelles que pour les fenêtres plus grandes des croisillons et du chœur. En ce qui concerne les ouvertures, il convient de signaler, dans le mur nord du transept, une petite porte sous un arc de décharge en plein cintre, à gauche, et une porte bouchée située à mi-hauteur du mur, à droite. La première devait desservir le cloître, et la seconde le dortoir des moines, moyennant un escalier aujourd'hui disparu. Deux autres portes bouchées sont visibles dans le mur nord de la chapelle du nord. La première est plus haute que la deuxième et en anse de panier ; l'autre était apparemment en plein cintre. L'existence d'un bâtiment mitoyen explique donc l'absence de fenêtres en ce mur. La chapelle du sud conserve la trace de ce qui semble avoir été un enfeu s'ouvrant par un arc en anse de panier dissymétrique, accompagné d'une piscine sommaire à gauche. Une large niche en plein cintre, sans piédroits, existe dans le mur méridional de la dernière travée du chœur, et deux petites niches sont ménagées dans le mur du chevet,.

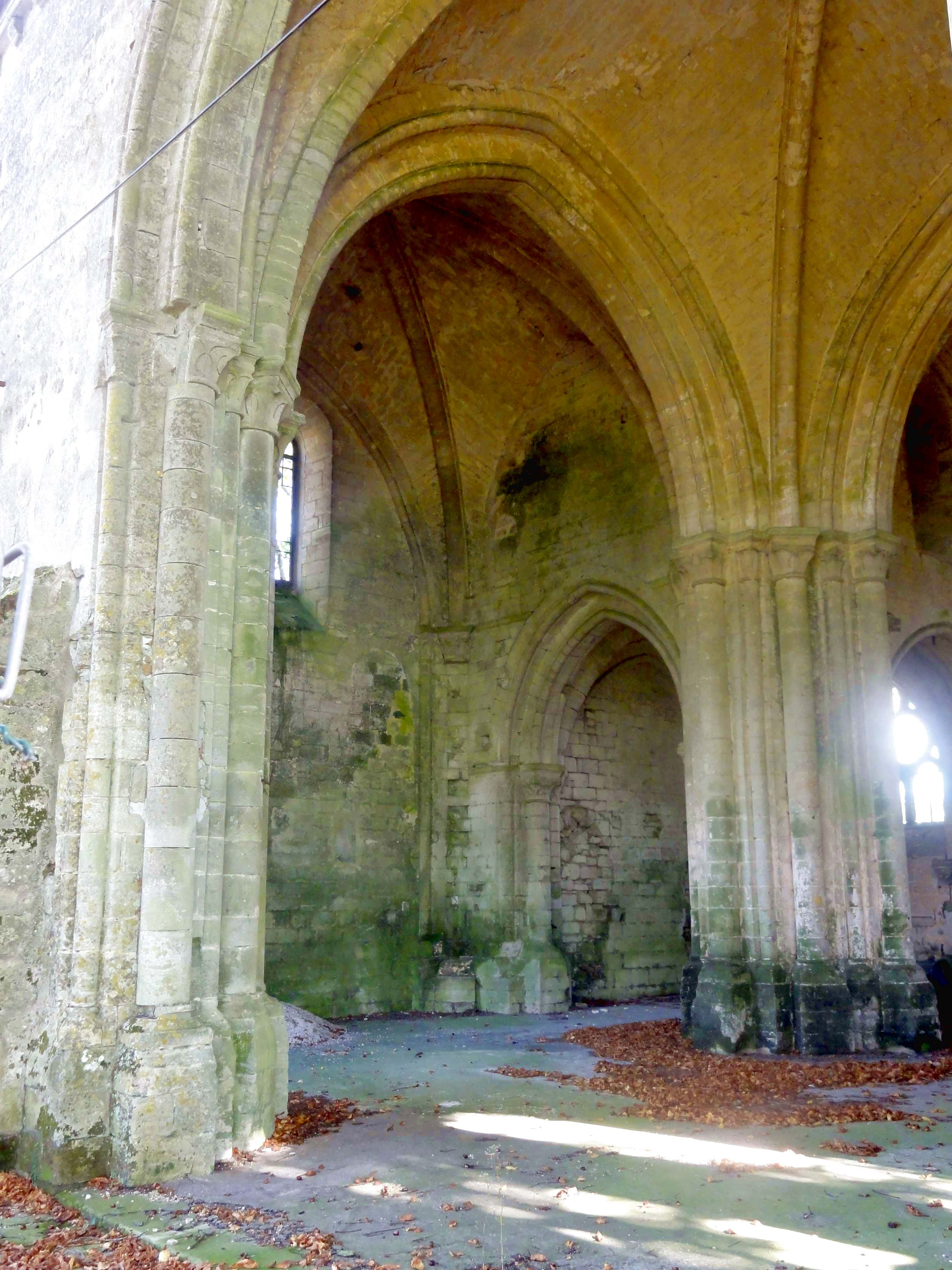
Croisée du transept, vue vers le nord-est.
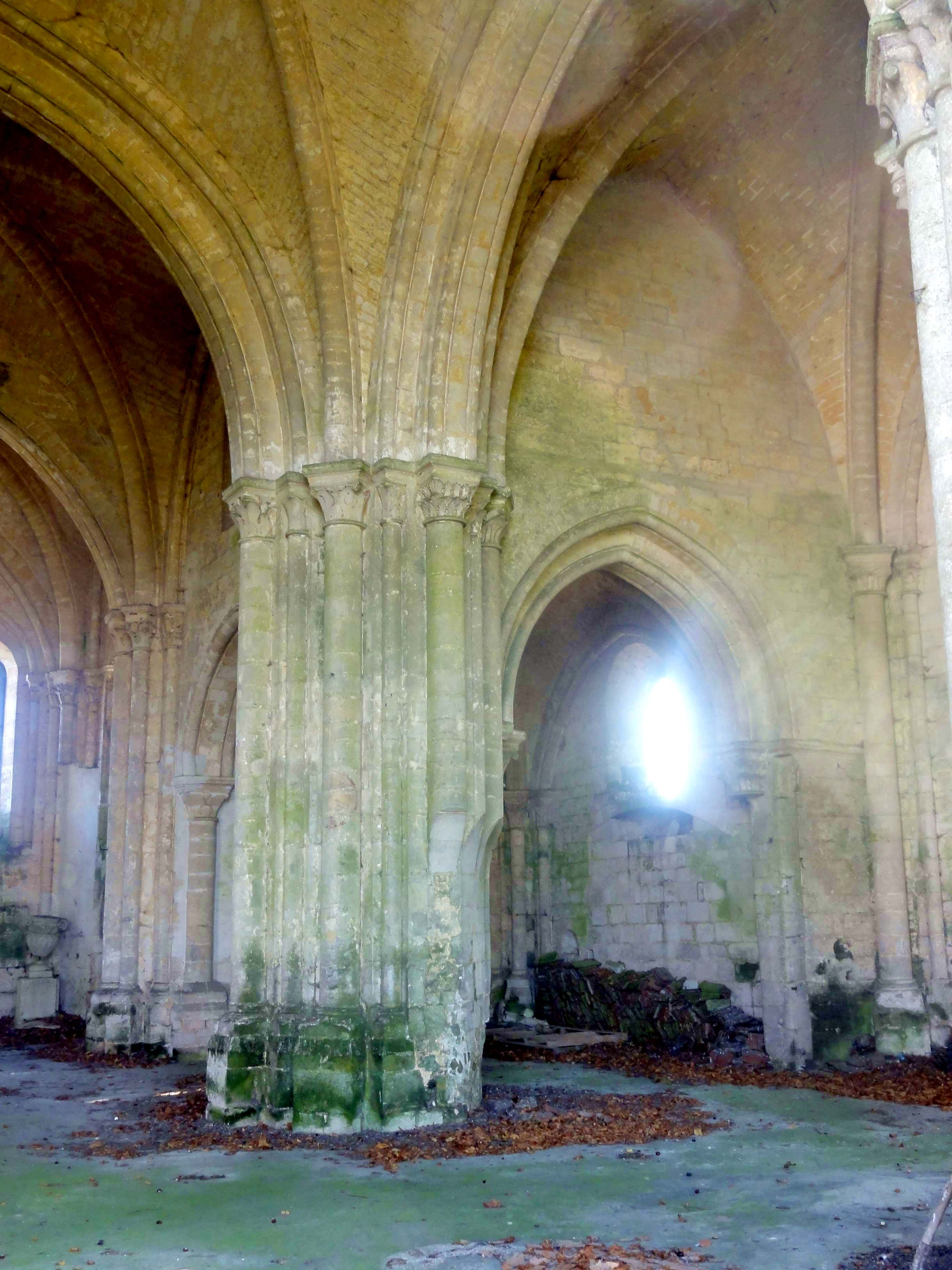
Croisée du transept, vue vers le sud-est.
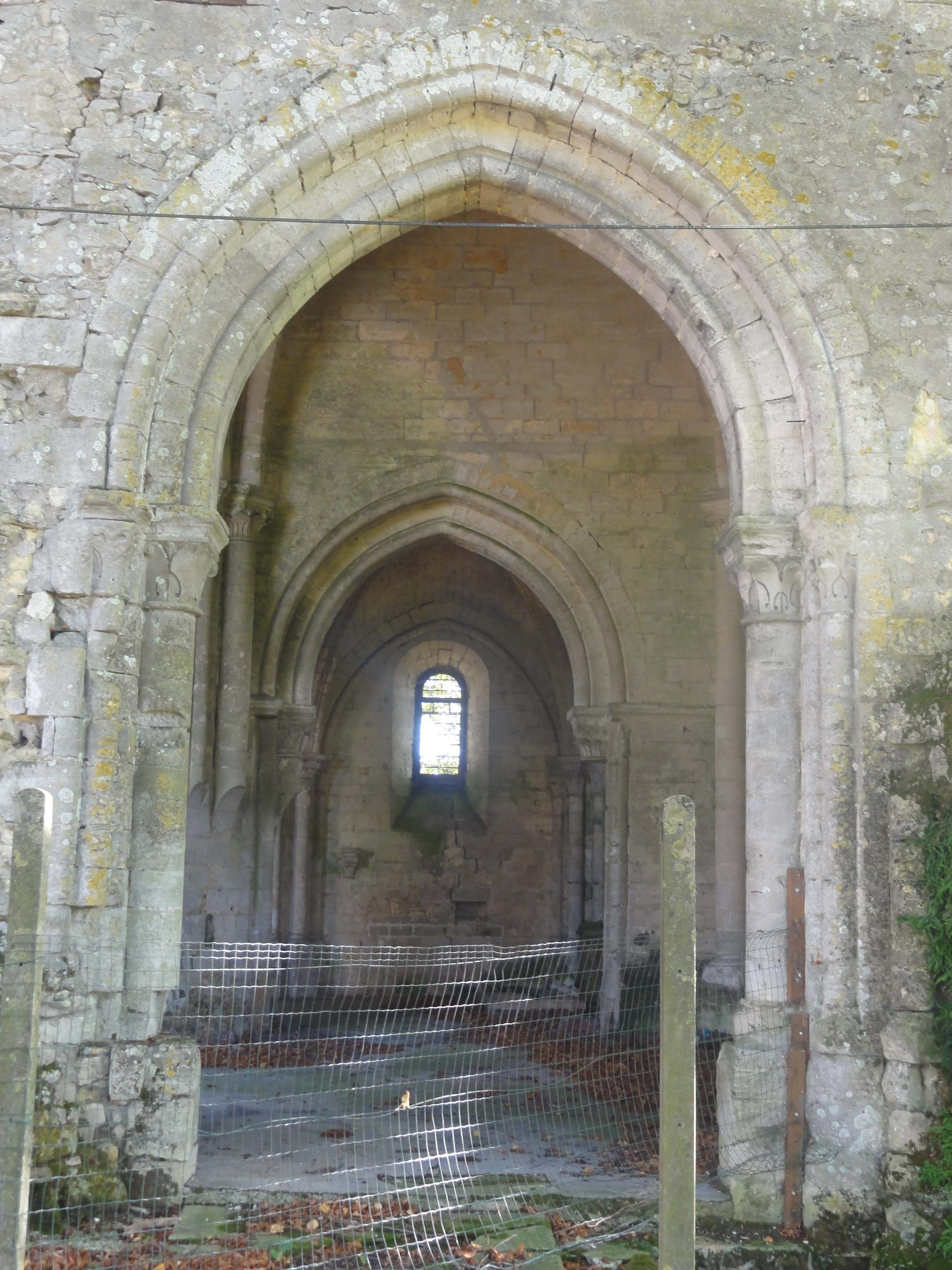
Bas-côté sud, vue vers l'est dans le croisillon.
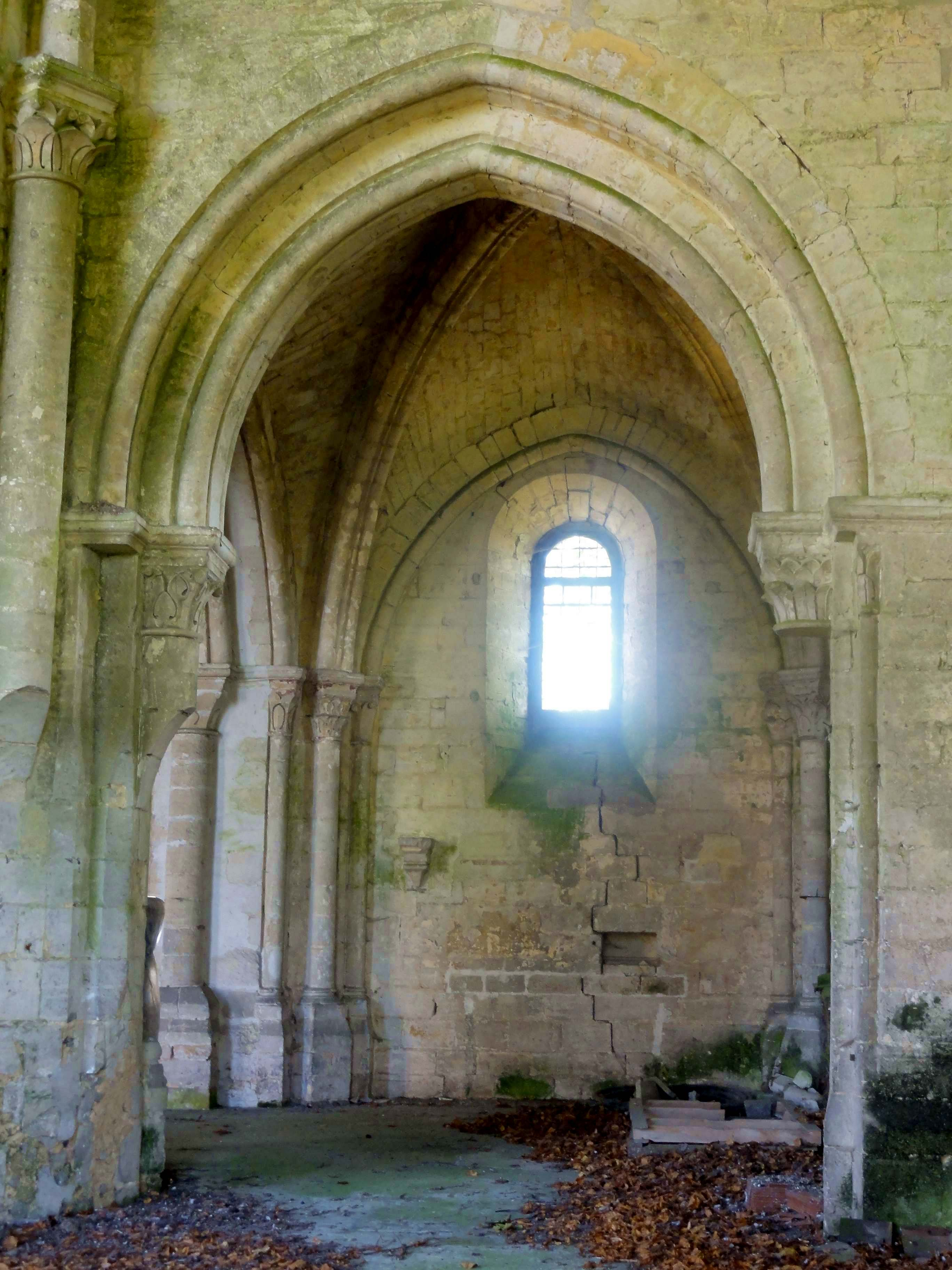
Croisillon sud, vue vers l'est dans la chapelle.
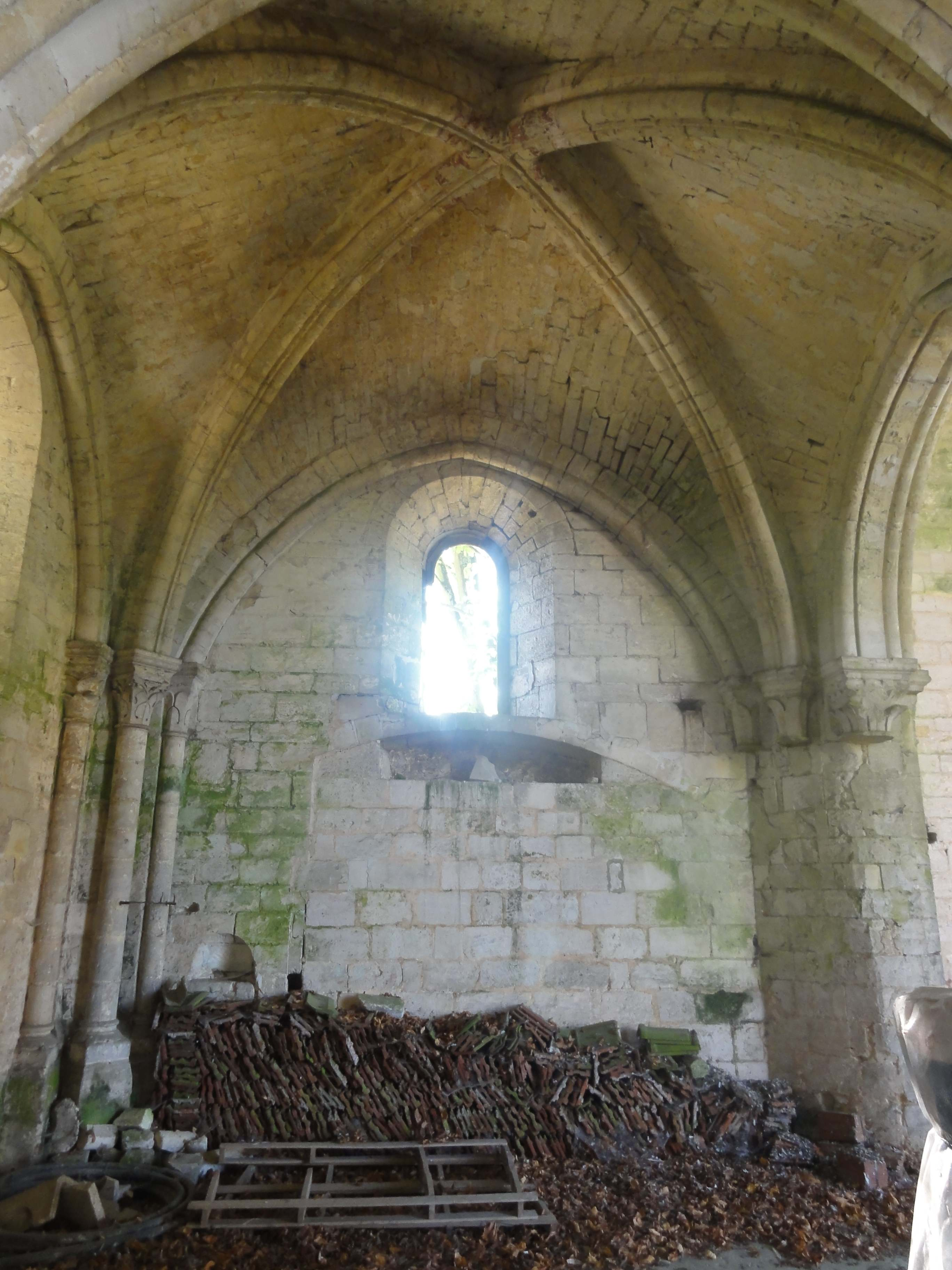
Chapelle sud, vue vers le sud ; trace d'un enfeu.
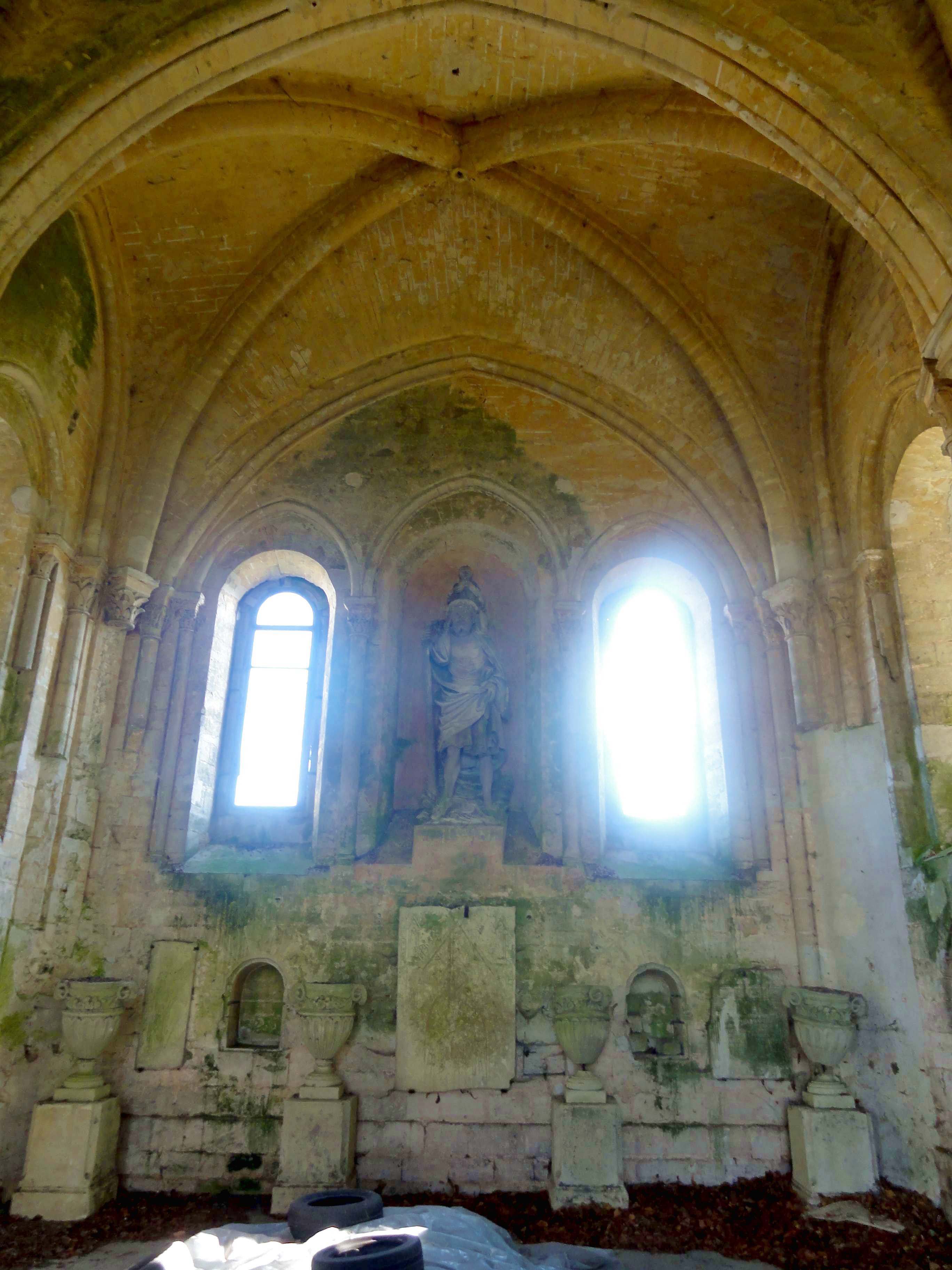
Chœur, vue vers l'est.